# Marina Imperial Japonesa
La Marina Imperial Japonesa (kyūjitai: 大日本帝國海軍 shinjitai: 大日本帝国海, transliterat  Dai-Nippon Teikoku Kaigun (?·pàg.) o日本海軍 Nippon Kaigun), oficialment Marina del Gran Imperi Japonès, i també coneguda simplement com a Marina Japonesa era la marina de l'imperi del Japó entre 1869 i 1947, quan va ser dissolta després de la renúncia de l'ús de la força per a resoldre disputes internacionals, per l'Article 9 de la Constitució del Japó. Era la tercera marina més gran del món el 1920, després de la Royal Navy i de la Marina dels Estats Units. Rebia el suport del Servei Aeri de la Marina Imperial Japonesa per a les operacions aèries i contraaèries de la flota. Va ser el principal adversari dels Aliats durant la Guerra del Pacífic.

## Orígens
Els orígens de la Marina Imperial Japonesa es troben en les primeres relacions amb els països asiàtics als inicis del període medieval, i van arribar a un punt àlgid d'activitat durant els segles xvi i xvii a l'època dels intercanvis culturals amb les potències europees, durant l'Era de l'exploració. Després de dos segles d'estancament durant la política de seclussió sota els shoguns del Període Edo, la Marina del Japó estava endarrerida quan el país va veure's obligat a obrir-se al comerç per la intervenció americana el 1854. Això portà a la Restauració Meiji. Acompanyant la reascendència de l'Emperador, vingué un període de modernització i d'industrialització frenètics. Si bé en un principi la marina japonesa moderna va assolir grans victòries contra flotes molt més poderoses (com succeí a cavall dels segles xix i xx, durant la Guerra Sino-Japonesa o la Guerra russo-japonesa), durant la Segona Guerra Mundial va ser pràcticament destruïda a mans dels nord-americans. Va ser oficialment dissolta el 1947.

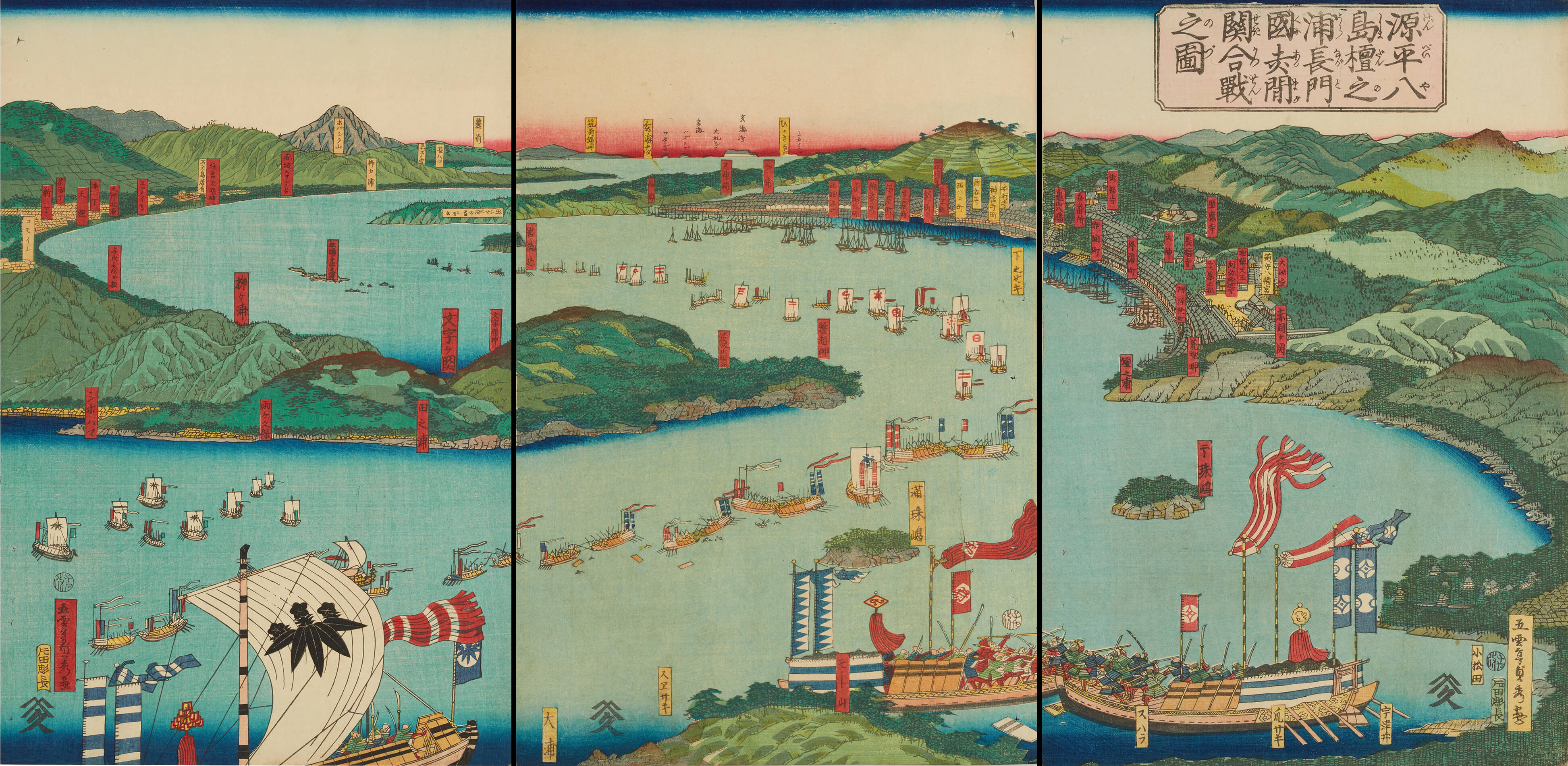
Batalla naval de Dan-no-Ura el 1185

El Japó tenia una llarga història d'interacció naval amb el continent asiàtic, entre d'altres per al transport de tropes entre Corea i Japó, que va començar amb el Període Kofun, al segle iii. Després dels intents de les Invasions mongoles del Japó de Kubilai Khan el 1274 i el 1281, els wakō japonesos van esdevenir molt actius per robar la costa de l'Imperi xinès.
Japó emprengué els seus principals esforços de construcció naval al segle xvi, durant el període dels estats bel·licosos, quan els legisladors feudals lluitaven per la supremacia construint grans flotes de centenars de vaixells costaners. En aquells temps, Japó desenvolupà un dels primers vaixells cuirassats, quan Oda Nobunaga, un daimyo, tenia sis Oatakebune coberts amb ferro construïts el 1576. El 1588, els pirates esdevingueren vassalls de Toyotomi Hideyoshi, i la seva flota va participar en la invasió japonesa de Corea.

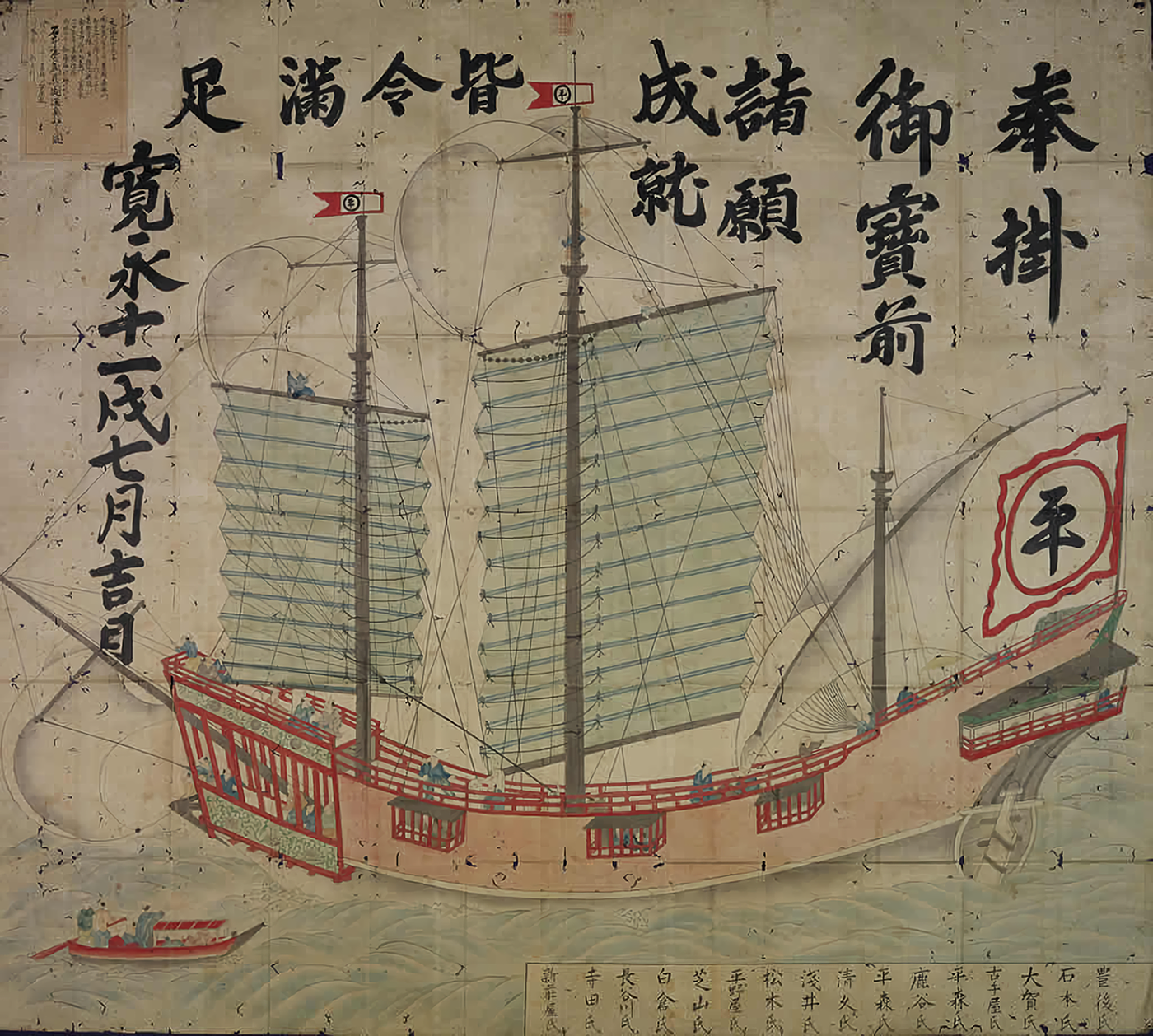
Un Shuisen japonès del 1634, que combina les tecnologies occidentals i orientals

Japó construí els seus primers grans vaixells oceànics de guerra a l'inici del segle xvii, després dels contactes establerts amb les nacions occidentals durant el Període de comerç Namban. El 1613, el Daimyo de Sendai, d'acord amb el Shōgun Tokugawa, construí el Date Maru, un galió de cinc cents tones que portà l'ambaixada japonesa de Hasekura Tsunenaga a Amèrica i després a Europa. Des de 1604, uns 350 vaixells del Segell Vermell, habitualment armats i incorporant diverses tecnologies occidentals, també van ser amarats pel Shōgun, principalment emprats per al comerç al sud-est asiàtic.

### Seclusió i Estudis Occidentals

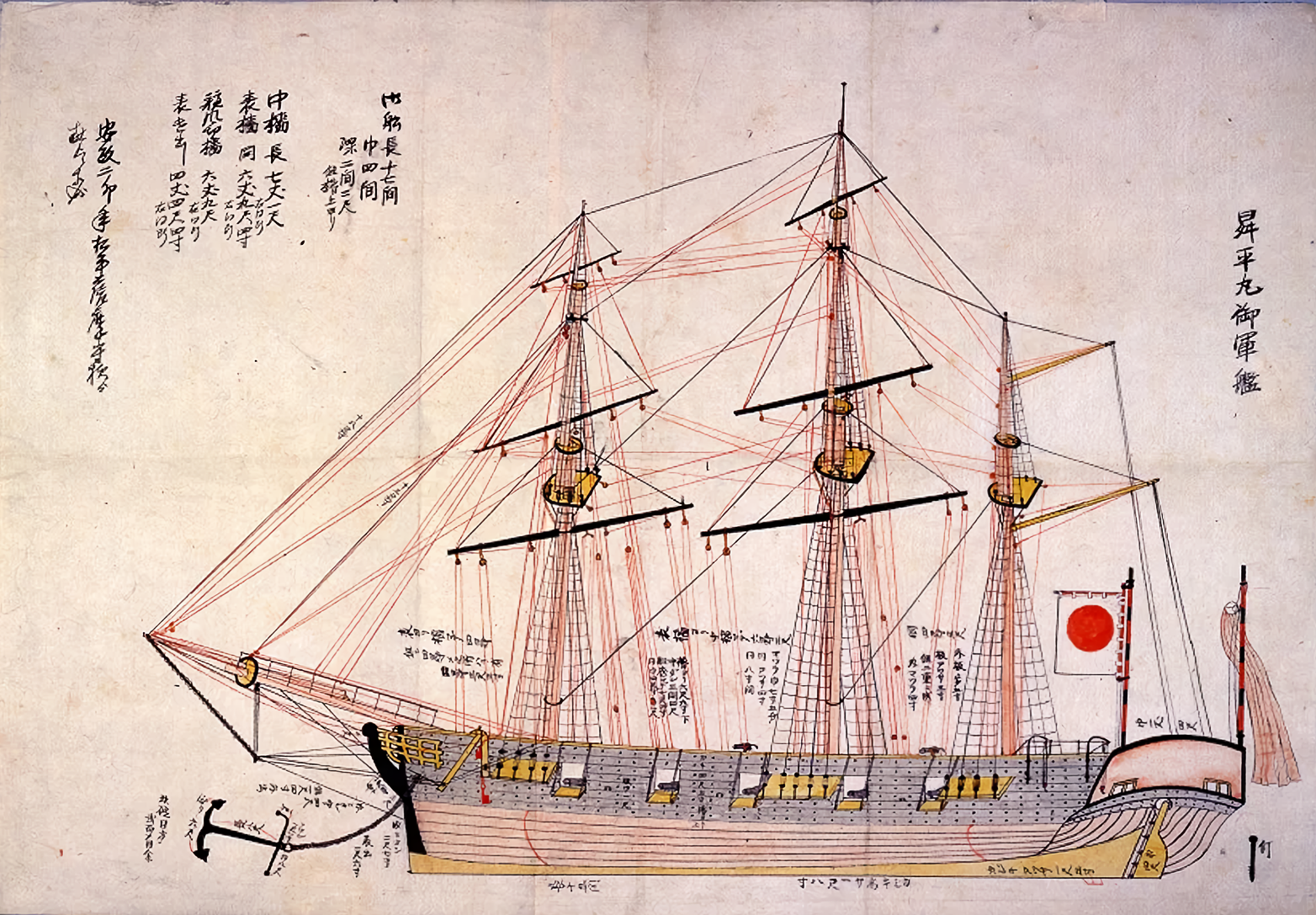
El Shōhei Maru (1854), construït a partir de dissenys tècnics neerlandesos.

Iniciant-se el 1640, i durant dues centúries, el Japó escollí el «sakoku» (l'aïllament), que prohibia el contacte amb els occidentals, erradicava el cristianisme i prohibia la construcció de vaixells oceànics sota pena de mort. Els contactes van mantenir-se a través de l'enclavament neerlandès de Dejima que va permetre, això no obstant, el traspàs d'un munt de coneixement provinent de les revolucions científiques i tecnològiques occidentals. Aquest estudi de les ciències occidentals, anomenat «rangaku», també permeté al Japó restar al dia en àrees rellevants per a les ciències navals, com la cartografia, l'òptica o la mecànica. L'estudi de les tècniques occidentals de construcció naval tornà a la dècada dels anys 1840, sota el darrer Shogunat Tokugawa (Bakumatsu).

### Primera modernització de la Marina Shogunal
El 1853 i 1854, el comodor de la Marina dels Estats Units Matthew Perry va fer una demostració dels nous vaixells de guerra a vapor de la Marina estatunidenca. Perry obtingué finalment l'obertura del país al comerç exterior amb la Convenció de Kanagawa de 1854. El 1858 els seguiren el desigual Tractat d'Amistat i Comerç entre Estats Units i Japó, que permetia l'establiment de concessions estrangeres, extra-territorialitat pels estrangers i unes taxes d'importació mínimes pels productes estrangers.

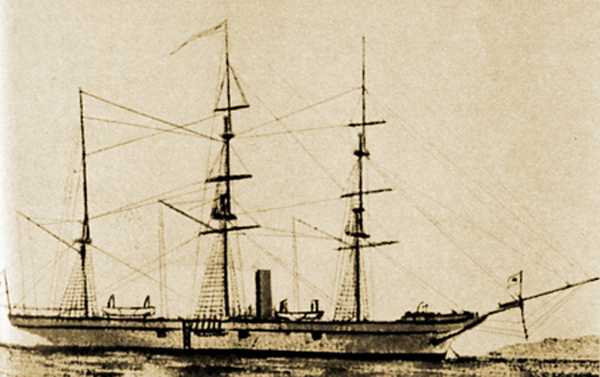
El Kanrin Maru (1857), primer vaixell de guerra japonès a vapor

Tan aviat com el Japó acordà obrir-se a la influència estrangera, el govern del Shōgun Tojugawa inicià una política activa d'assimilació de les tecnologies navals occidentals. El 1855, amb assistència neerlandesa, el Shogunat adquirí el seu primer vaixell de guerra a vapor, el Kankō Maru, que es va emprar per entrenament. Establí el Centre d'Entrenament Naval de Nagasaki, que va ser traslladat a Tsukiji (Tòquio) el 1859. Els estudiants navals eren enviats a estudiar a les acadèmies navals de l'estranger durant diversos anys, com el futur almirall Takeaki Enomoto (que estudià als Països Baixos entre 1862 i 1867). Això va ser l'inici d'una tradició de futurs líders navals educats a l'estranger, com també ho farien Heihachiro Togo i, posteriorment, Isoroku Yamamoto.

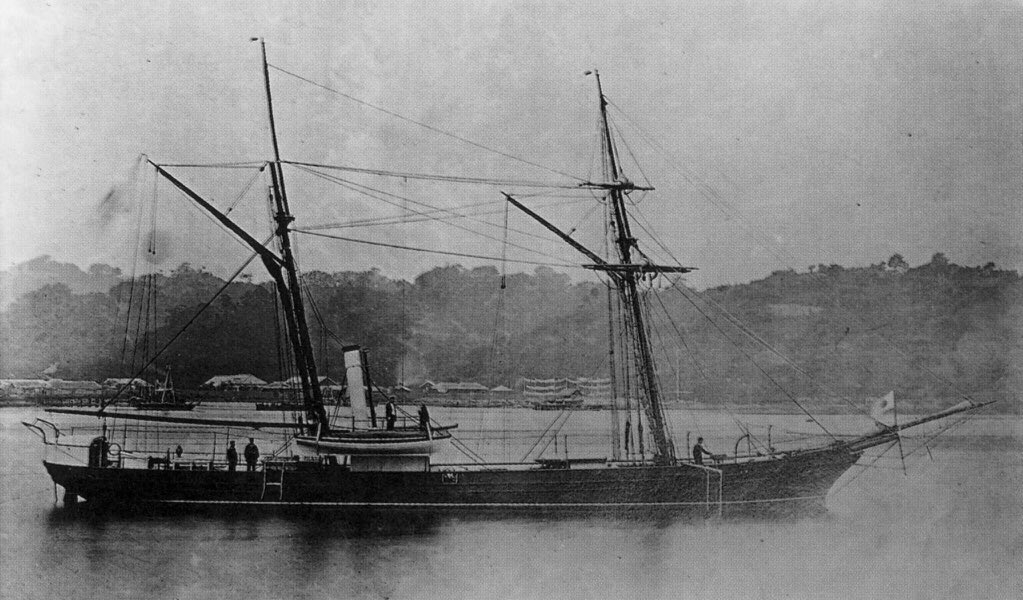
La canonera a vapor japonesa Chiyodagata

Cap al 1863, menys de deu anys després de l'obertura del país a altres països, Japó completà el seu primer vaixell de guerra, el Chiyodagata. El 1865, l'enginyer naval francès Léonce Verny va ser contractat per construir els primers arsenals japonesos moderns, a Yokosuka i a Nagasaki. El 1867-68, una missió naval britànica encapçalada pel Capità Tracey va ser enviada al Japó per assistir al desenvolupament de la Marina i organitzar l'Escola Naval de Tsukiji.

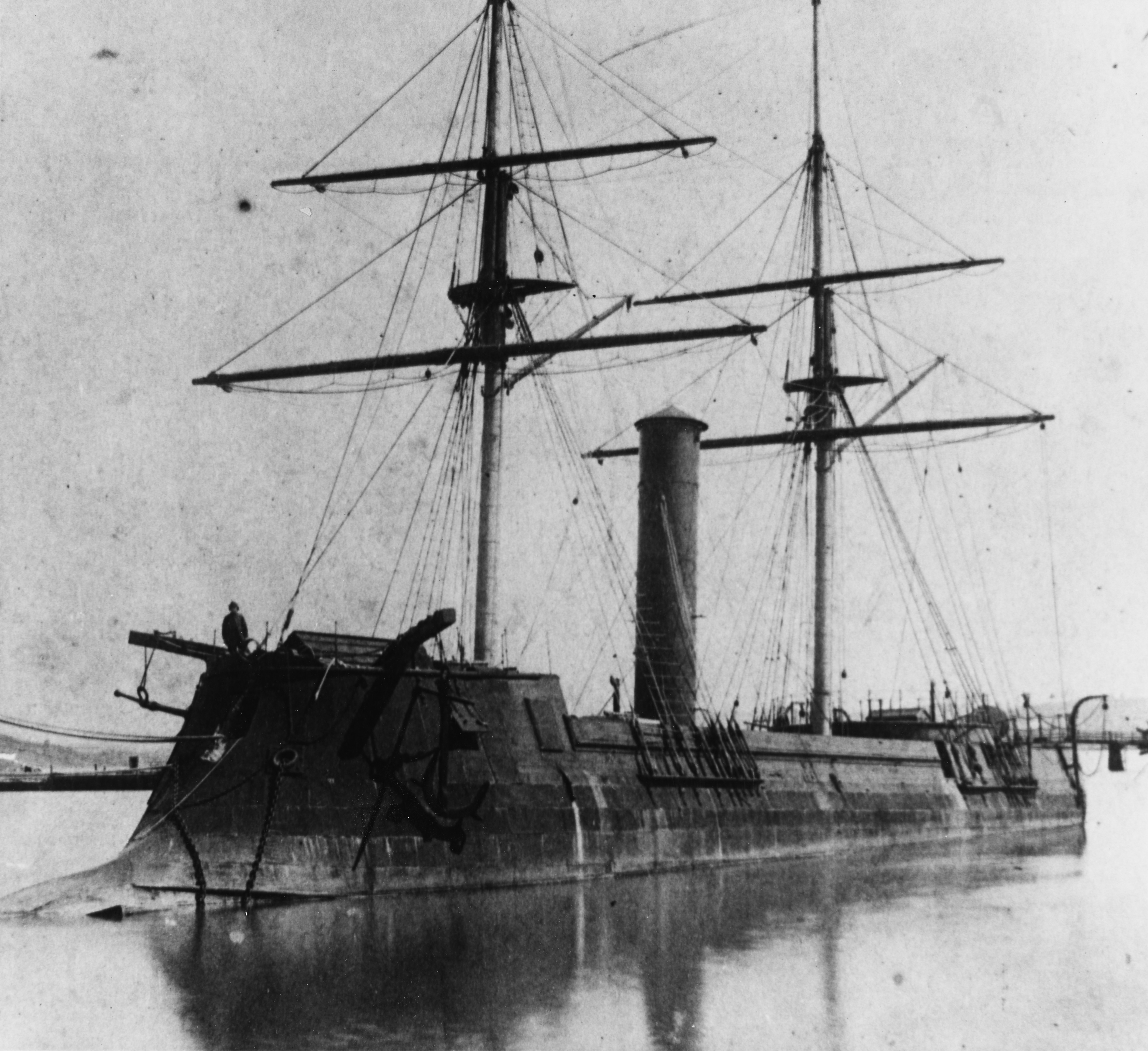
El Kotetsu (ex-CSS Stonewall), primer cuirassat japonès modern, 1869

A l'acabament del shogunat Tokugawa el 1867, la marina Tokugawa era la major de l'Extrem Orient, organitzada al voltant de vuit vaixells de guerra a vapor d'estil occidental, amb el Kaiyō Maru com a vaixell insígnia, el qual va ser emprat contra les forces pro-imperials a la Guerra Boshin, a les ordres de l'Almirall Enomoto. El conflicte culminà amb la batalla naval de Hakodate el 1869, la primera batalla naval japonesa de tipus modern a gran escala, i acabà amb la desfeta de les darreres forces Tokugawa i la restauració del sistema imperial. El revolucionari cuirassat francès Kotetsu, originalment demanat pel shogunat Tokugawa, va ser finalment rebut pel bàndol imperial i usat de manera decisiva per acabar el conflicte.

## Creació de la Marina Imperial Japonesa (1869)

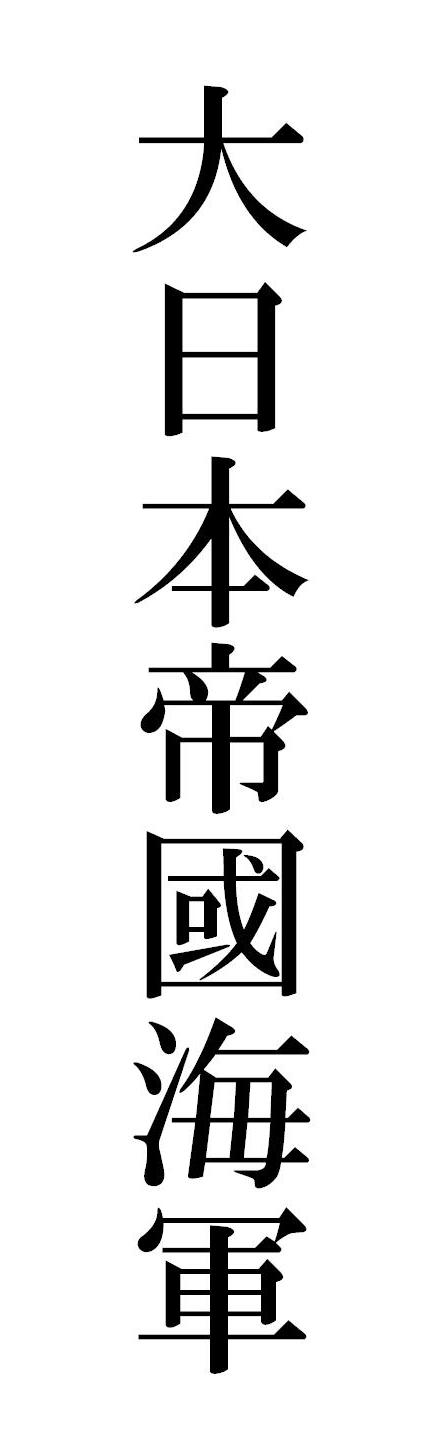
Caràcters Kanji: Armada Imperial Japonesa.

Des de 1868, l'Emperador Meiji continuà amb les reformes per industrialitzar i militaritzar el Japó per evitar que els Estats Units o les potències Europees poguessin dominar-los. El 17 de gener de 1868 s'instaurà el Ministeri d'Afers Militars (兵部省, també conegut com a Ministeri de l'Exèrcit i la Marina), amb Iwakura Tomomi, Shimazu Tadayoshi i el Príncep Komatsu-no-miya Akihitoi el com a Primer Secretaris.

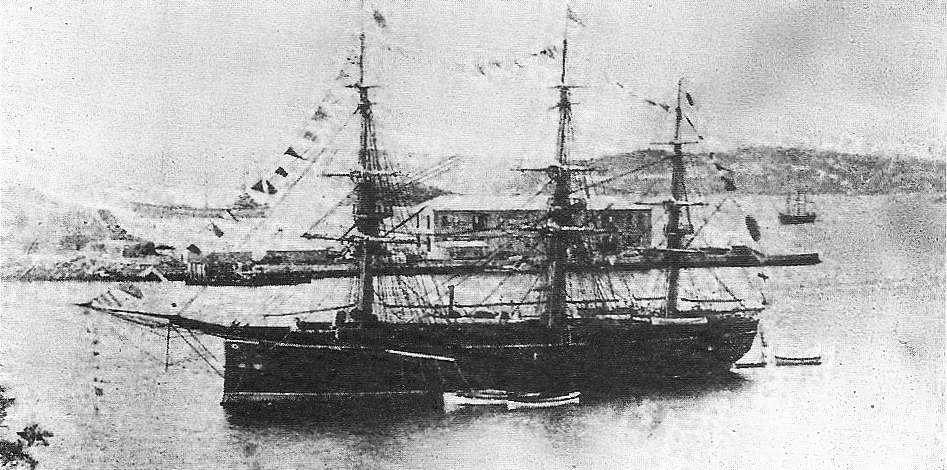
El Cuirassat Ryūjō, de construcció britànica, va ser el vaixell insígnia de la Marina Imperial Japonesa fins al 1881

El 26 de març de 1868 va tenir lloc la primera Revista Naval del Japó, a la Bahia d'Osaka, amb la participació de 6 vaixells provinents de les marines dels dominis privats de Saga, Chōshū, Satsuma, Kurume, Kumamoto i Hiroshima. El tonatge total d'aquests vaixells era de 2252 tones, de lluny molt menor al tonatge de l'únic vaixell estranger (de la Marina francesa) que també hi participà. L'any següent, al juliol de 1869, s'establí formalment la Marina Imperial Japonesa, dos mesos després del darrer combat de la Guerra Boshin.
El juliol de 1869 van abolir-se les marines privades dels dominis; i els seus onze vaixells van ser afegits als set vaixells supervivents de la difunta Marina del Bakufu Tokugawa per formar la Marina Imperial Japonesa original. Al febrer de 1872, el Ministeri d'Afers Militars va ser substituït per dos ministeris separats: el Ministeri de l'Exèrcit (陸軍省) i el Ministeri de la Marina (海軍省). A l'octubre de 1873 Katsu Kaishu esdevingué Ministre de la Marina. El nou govern esbossà un ambiciós pla per crear una gran marina de 200 vaixells organitzats en 10 flotilles de 20 unitats cadascuna, però va haver d'abandonar-se al cap d'un any donada la manca de recursos, així com per algunes rebel·lions internes, com l'encapçalada pel clan Satsuma.

### El suport britànic

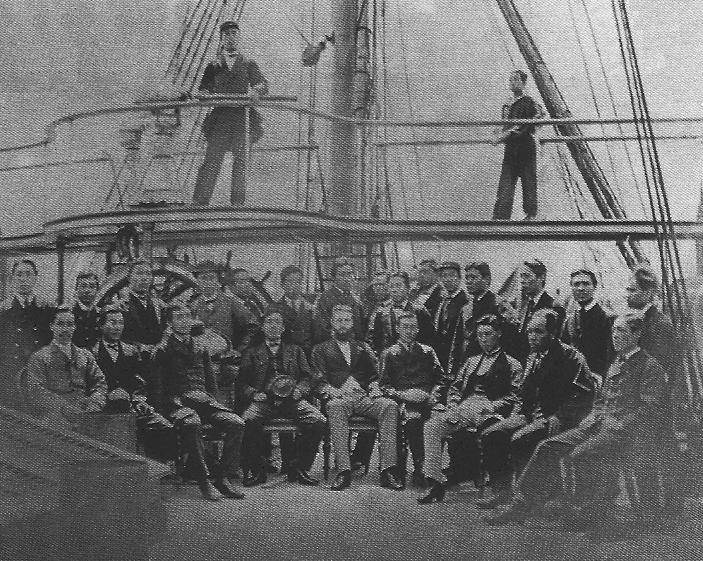
Artillers navals al Ryūjō, amb el seu instructor britànic, a inicis de 1871

El Jho Sho Maru (aviat rebatejat Ryūjō Maru) va ser amarat a Aberdeen el 27 de març de 1869. Durant les dècades de 1870 i 1880, la marina japonesa restà essencialment com una força de defensa costanera, si bé el govern Meiji continuava modernitzant-la: un decret imperial del 1870 determinà que la Royal Navy britànica havia de ser el model de desenvolupament de l'armada japonesa, en comptes de la marina holandesa.
Des de setembre de 1870, el tinent britànic Horse, un antic instructor artiller de la Prefectura de Saga durant el període Bakumatsu, va ser posat al capdavant de l'artilleria del Ryūjō. El 1871, el Ministeri decidí enviar setze guardamarines per a estudiar sobre ciències navals (catorze al Regne Unit i dos als Estats Units), entre els quals estava Togo Heihachiro. El 1873, una missió naval britànica de 34 membres visità Japó per un període de dos anys, encapçalats pel comodor Archibald Douglas.

### Primeres intervencions (Taiwan 1874 i Corea 1875-76)
El 1873, s'abandonà una proposta de Saigo Takamori per envair la península de Corea per decisió del govern central de Tòquio. El 1874, l'expedició de Taiwan va ser la primera expedició de la nova Marina Imperial Japonesa, conjuntament amb l'Exèrcit Imperial Japonès. Durant 1875-76 van continuar diverses intervencions a la península coreana, començant per l'incident de l'illa Ganghwa (江華島事件), provocat per la canonera Unyo que encapçalava el desplegament d'una flota de la Marina Imperial Japonesa. De resultes d'allò se signà el Tractat de Ganghwa, marcant l'obertura oficial de Corea al comerç estranger, i el primer exemple de l'intervencionisme japonès seguint l'estil occidental i l'adopció de la tàctica de tractats desiguals.
Aviat, però, diverses rebel·lions domèstiques, com la Rebel·lió de Saga (1874) i, especialment, la Rebel·lió de Satsuma (1877) van forçar al govern a concentrar-se en la guerra terrestre. La política naval, expressada amb l'eslògan (defensa estàtica), enfocada principalment en les defenses costaneres i en mantenir l'exèrcit (establerta amb el suport de la Missió militar francesa al Japó, i una Marina Costanera, basada en una organització sota el principi del Rikushu Kaijū (陸主海従, Exèrcit primer, Marina segon). El 1878, el creuer japonès Seiki salpà cap a Europa amb una tripulació íntegrament japonesa.

### Més modernització (dècada de 1870)

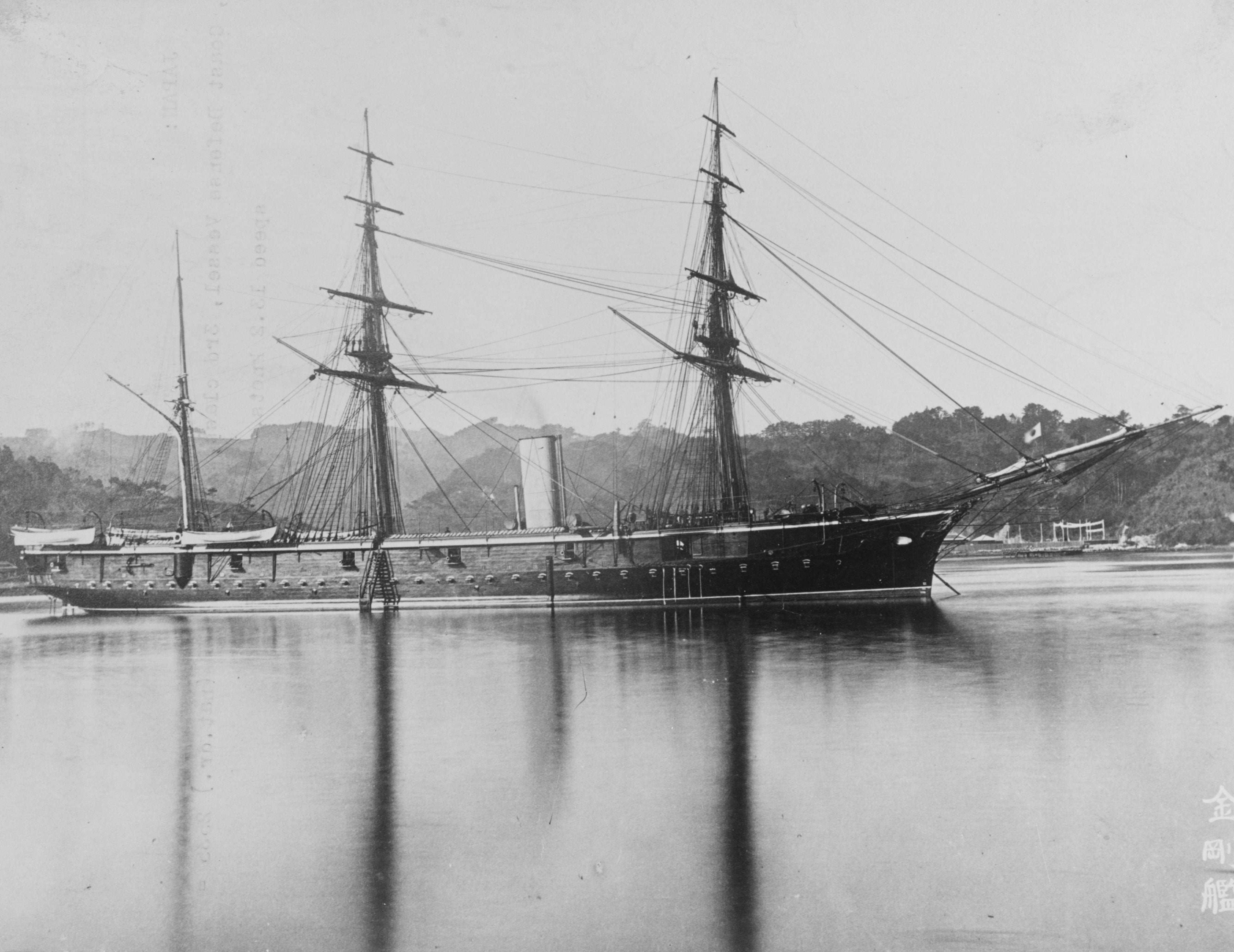
La corbeta blindada Kongō

Vaixells com el Fusō, el Kongō i el Hiei (1877) van ser construïts a les drassanes britàniques especialment per a la Marina Imperial Japonesa. Togo supervisà la construcció i, el 1877, el lliurà al seu país. Aquest va ser l'inici oficial de l'armada japonesa del seu país. Togo va ser ascendit a capità de navili. Paral·lelament aparegueren companyies privades de construcció, com la Ishikawajima o la Kawasaki i ràpidament s'incorporaren el Naniwai el Takachiho, tot això el 1879.
El 1883, s'encarregaren a les drassanes britàniques dos gran naus de guerra. El Naniwa i el Takachiho eren de 3.650 tones. Eren capaços d'arribar a 18 nusos, i estaven armats amb un blindatge d'entre dues i tres polzades i dos canons Krupp de 10,2 polzades. L'arquitecte naval els Sasō Sachū dissenyà en la línia de la classe Elswick, però amb especificacions superiors. S'iniciava una cursa d'armament amb Xina, que s'equipava amb dos cuirassats de construcció alemanya de 7.335 tones (el Ting Yüan i el Chen-Yüan). Incapaços d'enfrontar-se amb la flota xinesa amb només dos creuers moderns, Japó demanà ajut a França per construir una flota gran i moderna que pogués prevaler en el proper conflicte.

### La influència de la Jeune École francesa (1880)

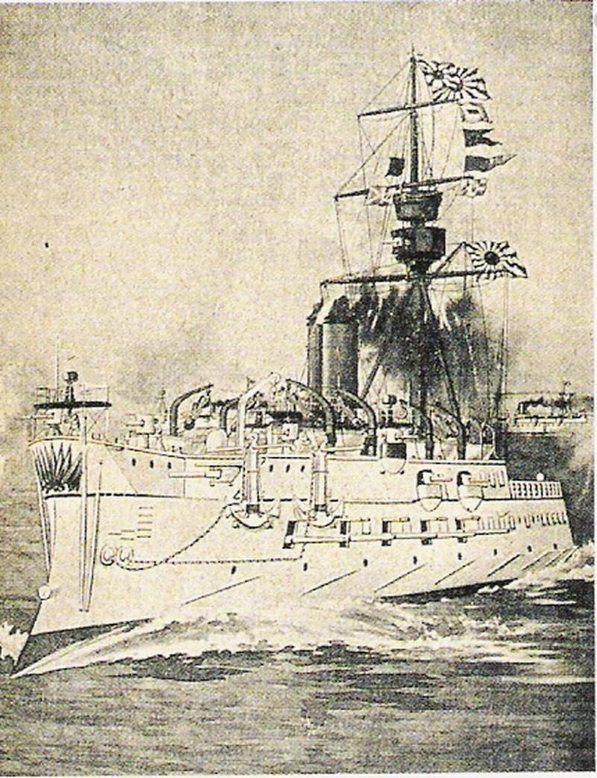
El Matsushima, de construcció francesa, vaixell insígnia de la Marina Imperial Japonesa a la Batalla del Riu Yalu

Durant la dècada de 1880, la major influència en la construcció naval provingué de França, a causa de la seva doctrina de la «Jeune École», que afavoria els vaixells petits i ràpids, en especial els creuers i els llanxes torpedineres, en lloc d'altres unitats majors. L'elecció de França també va poder ser influïda pel Ministre de Marina Japonesa (海軍卿), llavors Enomoto Takeaki, antic aliat dels francesos durant la Guerra Boshin.
El govern Meiji va fer una primera demanda per l'expansió naval el 1882, requerint la construcció de 48 naus de guerra, de les quals 28 eren torpedineres. Els èxits de la Marina Francesa contra Xina a la guerra Sinofrancesa de 1883-85 semblava validar el potencial de les llanxes torpedineres, una aproximació que també era atractiva pels japonesos pels seus limitats recursos naturals. El 1885, el nou lema de la marina esdevingué Kaikoku Nippon (japonès:海国日本, literalment Japó Marítim).
El 1885, el principal enginyer naval francès Emile Bertin va ser contractat durant qquatre anys per reforçar la marina japonesa i per dirigir la construcció dels arsenals de Kure i Sasebo. Ell desenvolupà la classe Sanseikan de creuers; tres unitats portaven un únic canó de 320mm. No obstant això, Bertin supervisà la construcció de més de vint unitats. Van ajudar la primera força naval moderna del Japó. Això permeté al Japó aconseguir el mestratge en la construcció de grans unitats, perquè si bé alguns vaixells eren importats, ja es van poder començar a construir a l'arsenal de Yokosuka:
- 3 creuers: el Matsushima, el Itsukushima (ambdós de construcció francesa) i el Hashidate (de 4.700 tones)
- 3 costaners de 4.278 tones
- 2 creuers petits: Chiyoda, de 2.439 tones construïts a la Gran Bretanya, i el Yaeyama, de 1.800 tones, construït a Yokosuka.
- 1 fragata: Takao, de 1.800 tones, construït a Yokosuka.
- 1 destructor: el Chishima, de 726 tones, construït a França
- 16 llanxes torpedineres de 54 tones, construïdes a França, enviades al Japó a peces on es van muntar.

Aquest període també va permetre conèixer i abraçar les noves i revolucionaries tecnologies del torpede i la mina, que llavors les franceses eren probablement els millors exponents del món. Japó adquirí els primers torpedes el 1884, establint un Centre d'Entrenament de Torpedes a Yokosuka el 1886. Aquests vaixells, encarregats entre 1885 i 1886, van ser les darreres grans comandes ordenades a França. L'enfonsament inexplicable del creuer Unebi al viatge de França cap al Japó al desembre de 1886 creà friccions diplomàtiques entre ambdós països, així com dubtes sobre els dissenys francesos.

### La construcció naval britànica

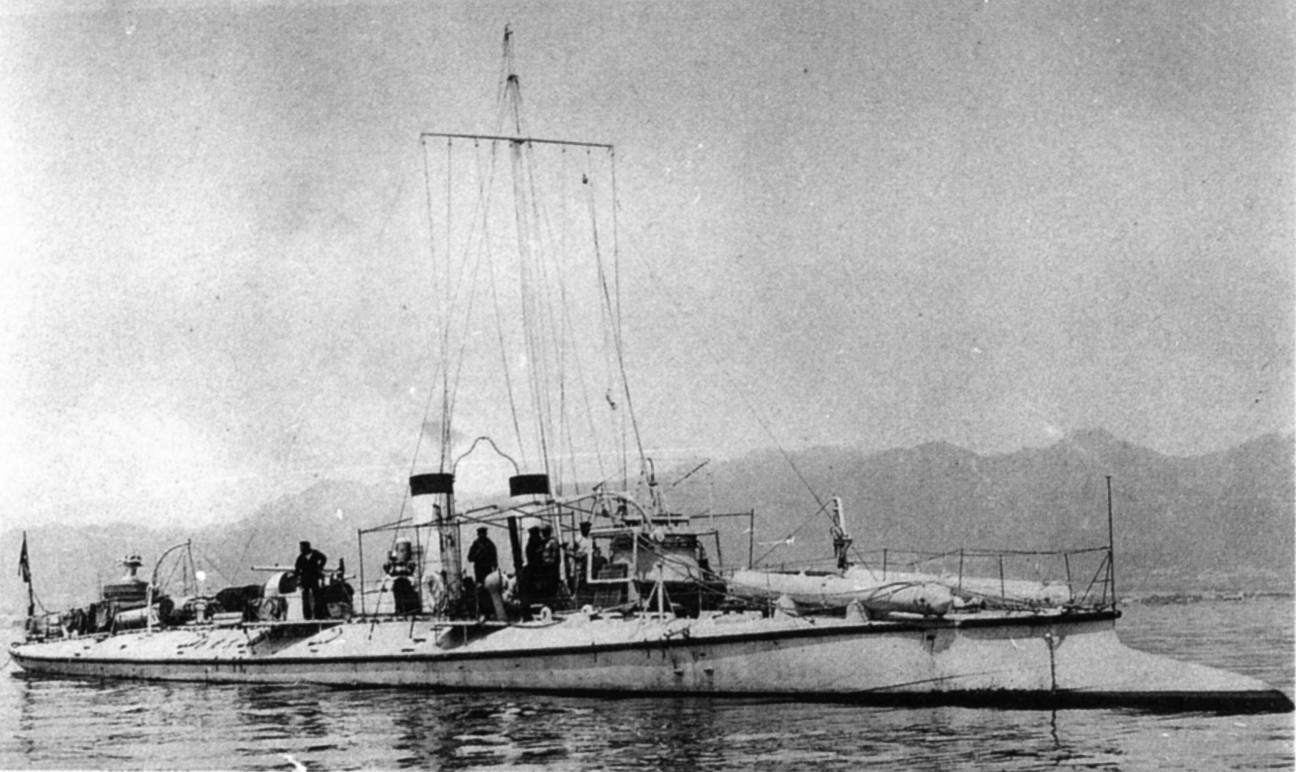
La torpedinera Kotaka (1887)

El Japó es tornà a dirigir a la Gran Bretanya, amb un encàrrec de la revolucionària llanxa torpedinera Kotaka (considerada el primer disseny real d'un destructor) el 1887, i amb la compra del Yoshino, llavors el creuer més veloç del món. El 1889 ordenà la construcció del Chiyoda, que definiria el tipus de creuer cuirassat. Després de 1882 (i fins a 1918, amb la visita de la Missió Francesa Militar al Japó), la Marina Imperial Francesa deixà de fixar-se en els dissenyadors estrangers. El 1886 construí la seva pròpia pólvora prismàtica i, el 1892, un dels seus oficials inventà un poderós explosiu, la pólvora Shimose.

## La Guerra Sino-Japonesa (1894-1895)
El Japó prosseguí amb la modernització de la seva marina, especialment mentre que la Xina també construïa una poderosa flota moderna amb l'assistència estrangera, especialment alemanya, i la pressió entre ambdós països per veure qui controlava la península coreana s'incrementava. La guerra entre Xina i Japó es declarà oficialment l'1 d'agost de 1894, tot i que ja hi havia hagut diversos combats navals.
La marina japonesa devastà la Flota Beiyand de Qing al delta del riu Yalú a la batalla del riu Yalú el 17 de setembre de 1894. Els xinesos hi perderen vuit dels seus dotze vaixells. Si bé el Japó guanyà el combat, els dos grans cuirassats xinesos de construcció alemanya van restar impassibles als canons japonesos. El pas següent de la Marina Imperial Japonesa seria la combinació de grans naus de guerra poderosament armades, amb unitats ofensives menors que els permetria portar a terme tàctiques agressives.
Com a resultat del conflicte, sota el Tractat de Shimonoseki del 17 d'abril de 1895, Taiwan i les illes Pescadors van passar a mans japoneses. La Marina Imperial va prendre possessió de l'illa, i va passar a ser una colònia japonesa fins al 1945. Japó també va obtenir el control de la Península Liaodong, si bé va veure's obligat a tornar-la a la Xina (poc després Rússia en prendria el control).

## Supressió de la Rebel·lió Bòxer (1900)
La Marina Imperial Japonesa tornà a intervenir a la Xina el 1900 en participar al costat de les Potències Occidentals en la supressió de la Rebel·lió Boxer xinesos. La Marina va subministrar la major part de naus de guerra de la coalició (18 d'un total de 50), i lliurà el major contingent de tropes entre totes les nacions que van intervenir (20.840 soldats de l'Exèrcit i la Marina, d'un total de 54.000). El conflicte, a més, va permetre al Japó de lluitar al costat de les potències Occidentals; així va tenir l'oportunitat d'adquirir de primera mà coneixements sobre els seus mètodes de combat.

## La Guerra Russo-Japonesa (1904-1905)

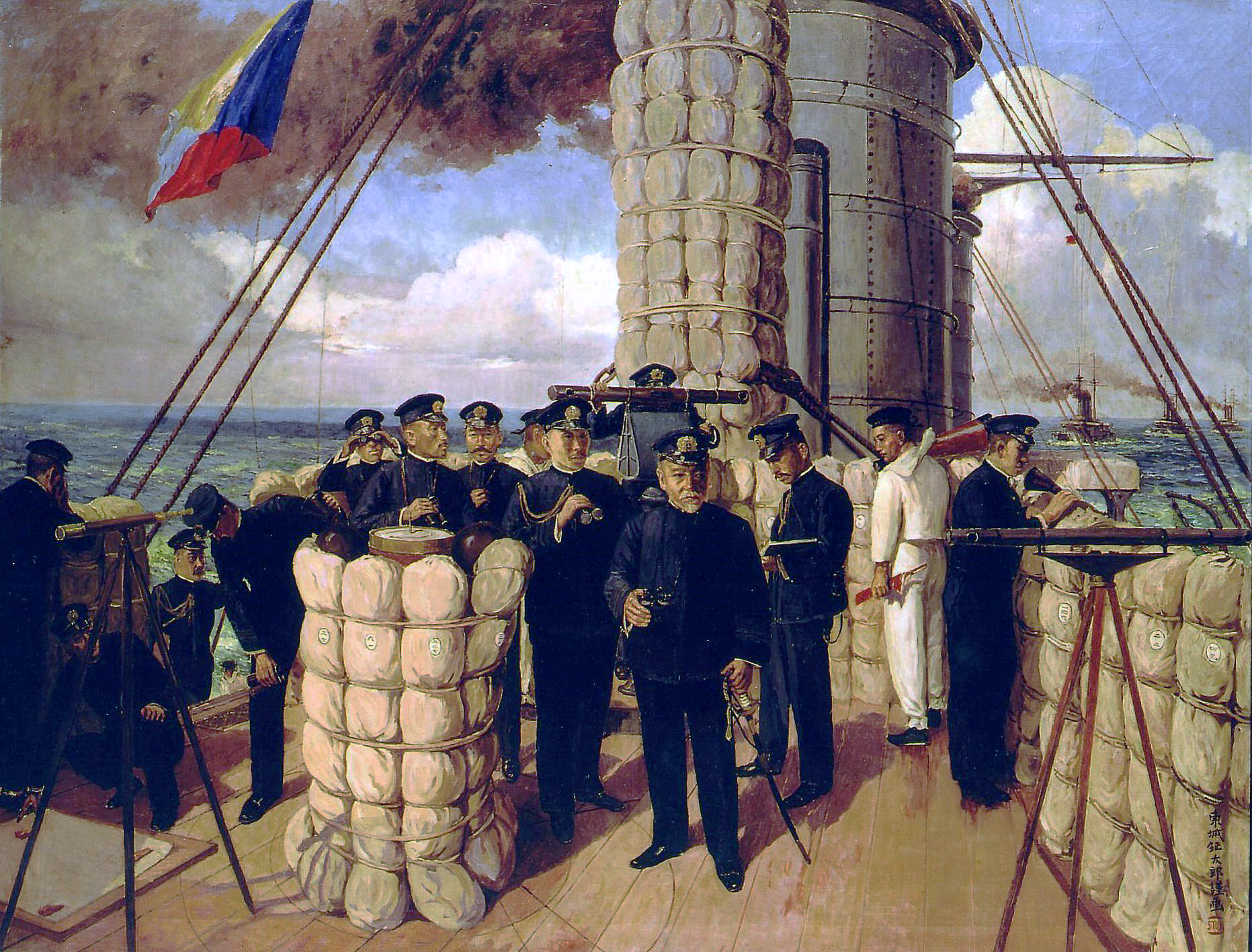
L'Almirall Togo al pont del Misaka, durant la Guerra russo-japonesa

Després de la Guerra Sinojaponesa, i de la humiliació de veure's forçat a tornar la península Liaodong a la Xina sota la pressió russa (la Intervenció Triple), Japó començà a construir la seva força militar per propers enfrontaments. El govern nipó promulgà un programa decennal de construcció, sota el lema «Perseverança i determinació» (臥薪嘗胆, Gashinshōtan), en el qual es botarien 109 vaixells, amb un total de 200.000 tones, i incrementà el seu personal naval de 15.100 a 40.800 homes. La nova flota consistia en:
- 6 cuirassats (tots ells de construcció britànica)
- 8 creuers cuirassats (4 britànics, 2 italians, 1 alemany i 1 francès)
- 9 creuers (5 japonesos, 2 britànics i 2 americans)
- 24 destructors (16 britànics i 8 japonesos)
- 63 torpedineres (26 alemanyes, 10 britàniques, 17 franceses i 10 japoneses)

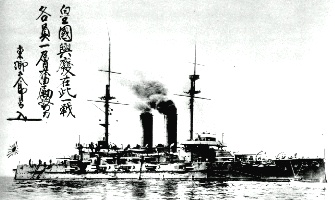
El Mikasa, el cuirassat més poderós del seu temps, al 1905

Un d'aquests cuirassats, el Mikasa, el vaixell més avançat del seu temps, va ser encarregat a les drassanes Vickers del Regne Unit el 1898, per ser lliurat al Japó el 1902. La construcció naval al Japó s'exhibí mitjançant la construcció dels vapors bessons Aki-Maru a Nagasaki. El creuer imperial Chitose va ser construït a San Francisco (Estats Units). Considerant la penetració russa a Corea i Manxúria com un risc per a la seva seguretat nacional, Japó exigí a Rússia que abandonés Manxúria, en compliment als acords de 1900. Durant dos anys, Rússia dilatà les converses diplomàtiques. Val a dir que el tsar Nicolau II sentia animadversió cap al Japó a causa d'un atemptat que va tenir lloc durant una visita de cortesia el 1891). El Japó, fart d'esperar una resposta en va, i després d'enviar un ultimàtum, decidí trencar les converses diplomàtiques el 6 de febrer del 1904.
Aquestes disposicions culminaren en la Guerra russo-japonesa, iniciada el 5 de febrer de 1904 amb un atac a Port Arthur. A la batalla de Tsushima, l'Almirall Togo (amb el Mikasa com a vaixell insígnia) encapçalà la Flota Combinada Japonesa en l'enfrontament decisiu de la guerra. La flota russa quedà pràcticament aniquilada: dels 38 vaixells russos, 21 van ser enfonsats, set capturats, sis desarmats, 4.545 mariners van morir i 6.106 van ser capturats; mentre que els japonesos només van perdre 116 homes i tres llanxes torpedineres. Aquesta victòria destruí la força russa a l'orient, i arrossegà onades d'amotinaments a la Marina Imperial Russa a Sebastòpol, Vladivostok i Kronstadt. El moment culminant d'aquest seguit d'amotinaments va ser l'alçament del Cuirassat Potemkin al juny, que contribuí a la Revolució Russa de 1905.
La derrota de Rússia va ser rebuda amb una veritable commoció a Occident, perquè era el primer cop que un país no occidental derrotava en un conflicte bèl·lic un poder establert, el que va ser particularment inspiradora per a diversos moviments anticolonialistes arreu del món.
Durant la guerra Russo-Japonesa, el Japó també va fer uns esforços frenètics per a desenvolupar i construir una flota de submarins. Feia poc que els submarins havien esdevingut uns enginys operatius des del punt de vista militar, i es considerava que eren unes armes especials amb un considerable potencial. La Marina Imperial Japonesa adquirí els seus primers submarins el 1905 de l'empresa americana Electric Boat Company, que quatre anys abans havia lliurat a la US Navy el seu primer submarí (el USS Holland), tots ells dissenyats per John Philip Holland. Aquests cinc submarins (coneguts com a Holland Tipus VII) van ser embarcats en peces l'octubre de 1905 i muntats a Yokosuka, i van ser operatius a final de 1905.

## Cap a una Marina Nacional autònoma
El Japó continuà amb els seus esforços per construir una poderosa indústria naval nacional. Seguint una estratègia de copiar, provar, innovar, vaixells estrangers de diversos dissenys eren analitzats a profunditat de manera usual, millorant-se les seves especificacions. Posteriorment, la importació de tota mena de vaixells va ser substituïda per una assemblea local, i llavors per la producció local completa, començant pels vaixells més petits, com els creuers i les torpedineres a la dècada de 1880, per acabar amb els grans cuirassats a inicis del segle xx. La darrera gran compra a l'estranger va ser quan el 1913 es va adquirir el creuer de batalla Kongō a les drassanes Vickers. El 1918, ja no hi havia cap aspecte de la construcció naval japonesa que les seves pròpies capacitats constructores es poguessin considerar inferiors.
El període immediatament posterior a Tsushima també porta que, sota la influència del teòric naval Satō Tetsutarō, s'adoptés una política explícita de construcció per a un potencial conflicte futur amb la Marina dels Estats Units. Satō demanava una flota de combat almenys un 70% tan forta com la dels Estats Units. El 1907, la política oficial de la Marina esdevingué una flota vuit-vuit, és a dir, de vuit cuirassats moderns i vuit creuers de batalla, però les dificultats financeres no permeteren que això fos una realitat.
El 1920, la Marina Imperial Japonesa ja era la tercera major marina del món, i era capdavantera en diversos aspectes del desenvolupament naval. Va ser la primera del món a usar la telegrafia sense fils en combat (el 1905, en la Batalla de Tsushima, només 8 anys després de la seva invenció per Marconi). Va iniciar el 1905 la construcció del cuirassat Satsuma, llavors el cuirassat més gran del món per desplaçament, així com el primer vaixell del món a ser dissenyat i construït com un cuirassat que tenia tots els canons grans, un any abans del HMS Dreadnought (però va acabar de ser construït després, i barrejava els calibres dels canons, a causa d'una mancança de canons de 12 polzades). Entre el 1905 i el 1910, el Japó començà a construir cuirassats. El cuirassat Satsuma, del 1906, va ser construït amb un 80% de les peces importades del Regne Unit, però la següent classe, el Kawachi, només tenia un 20% dels components importats.

## I Guerra Mundial
Japó entrà a la I Guerra Mundial al costat dels Aliats, contra l'imperi Alemany i Àustria-Hongria, com una prolongació natural de l'Aliança Anglojaponesa de 1902. A la batalla de Tsingtao, la Marina japonesa assetjà la base naval alemanya de Tsingtao. El 15 d'agost de 1914, Japó donà un ultimàtum a l'imperi Alemany perquè abandonés les aigües xineses i japoneses i transferís el control de Tsingtao al Japó. La flota alemanya, sota les ordres del comte Maximilian von Spee, que es trobava ancorada en aquell port, es retirà gairebé totalment cap a les seves possessions al Pacífic, a Pagan, a les Marianes. El 23 d'agost vencé el termini i el Japó inicià l'atac per terra amb infanteria el 13 de setembre, recolzada navalment per unitats pesades. Durant la batalla, el Wakamiya llançà el primer atac aeri amb èxit des d'un portaavions en tota la història. Quatre hidroavions van bombardejar posicions terrestres alemanyes i van danyar un minador, fins que el 6 de novembre de 1914 els alemanys es van rendir.
Un grup de batalla va ser enviat entre agost i setembre al Pacífic central per seguir l'esquadró alemany de l'Àsia Oriental, que es dirigia cap a l'Atlàntic sud, on es trobà amb la Royal Navy, i que va ser destruït a la batalla de les Illes Malvines. El Japó conquerí les possessions alemanyes a l'est a la Micronèsia, i van quedar en possessió seva fins al final de la Segona Guerra Mundial, sota el mandat de la Lliga de Nacions.
Molt pressionat a Europa, on només tenia un escàs marge de superioritat contra Alemanya, el Regne Unit demanà que se li deixessin els quatre nous cuirassats classe Kongō (el Kongō, el Hiei, el Haruna, i el Kirishima), els primers de tot el món en estar equipats amb canons de 14 polzades (356mm), i llavors els vaixells més formidables; però se'ls negà la petició. Seguint una posterior petició per contribuir en el conflicte, i amb l'adveniment de la guerra submarina sense restriccions per Alemanya, la Marina Imperial envià una força especial de destructors a la Mediterrània, a les ordres de l'Almirall Satō Kōzō, i amb seu a Malta, amb la missió de protegir la navegació entre Marsella, Tàrent i els ports d'Egipte fins al final de la guerra. En aquest temps, els japonesos havien escortat 788 transports aliats, i un destructor havia estat torpedinat per un submarí austríac amb la pèrdua de 59 oficials i mariners. El 1918, alguns vaixells van ser assignats a l'escorta de combois a l'oceà Índic entre Singapur i el Canal de Suez com a part de la contribució japonesa a l'esforç de guerra sota l'Aliança Anglojaponesa.
Després del conflicte, la Marina Japonesa rebé 7 submarins alemanys com a botí de guerra, que van ser portats al Japó i analitzats; això va contribuir enormement al desenvolupament de la indústria submarina japonesa. Després de la Primera Guerra Mundial, i durant quatre dècades, la Marina Imperial Japonesa era la tercera Marina del món, i l'enginyeria naval japonesa estava en condicions de superar als seus oponents.

## El període d'entreguerres
Durant els anys anteriors a l'esclat de la Segona Guerra Mundial, la Marina Imperial Japonesa inicià a estructurar-se específicament per lluitar contra els Estats Units. Una gran part de l'expansió militarística i l'inici de la Segona Guerra Sinojaponesa el 1937 havien alienat els Estats Units, que eren vistos com un rival del Japó en l'esfera d'influència del pacífic.

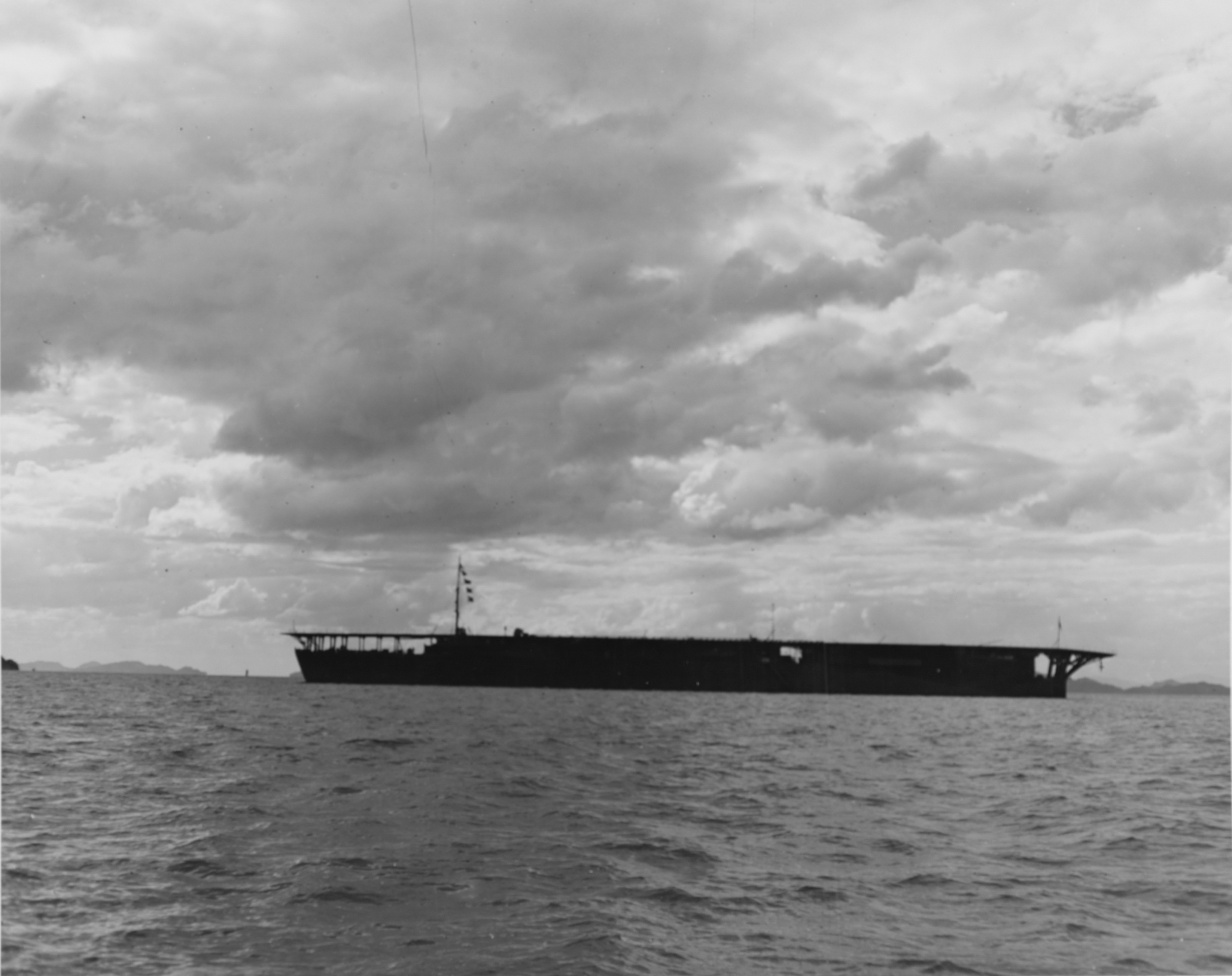
Hosho, el primer portaavions dissenyat com a tal al món, completat (1922)

La Marina Imperial Japonesa havia d'encarar, abans i durant la Segona Guerra Mundial considerables desafiaments, probablement més que qualsevol altra marina al món. Japó, igual que la Gran Bretanya, pràcticament depenia completament dels recursos exteriors per mantenir la seva economia. Per fer possibles les polítiques expansionistes, la Marina Imperial havia d'assegurar i protegir les fonts de les primeres matèries (especialment el petroli i el cautxú del sud-est asiàtic), controlat per potències colonials europees (la Gran Bretanya, França i els Països Baixos). Per assolir aquest objectiu, havia de construir grans naus de guerra capaços d'un gran radi d'acció.
Això estava en conflicte directe amb la doctrina japonesa de la «Batalla Decisiva"(艦隊決戦, Kantai Kessen), que no requeria un llarg abast, en la qual la Marina Imperial permetria als Estats Units navegar a través del Pacífic, fent servir submarins per afeblir-la, i llavors oferir a la U.S. Navy una «zona de batalla decisiva», i allà infligir-los una gran derrota (tal com havien estat fent durant tres centúries). D'acord amb els dictats de Satō, aquesta era la base de la demanda d'una taxa del 70% (10:10:7) a la Conferència Naval de Washington, que atorgaria al Japó la superioritat en la «zona de batalla decisiva», i la insistència americana en un 60%, que significava la parietat. El Japó, a diferència d'altres països, s'hi agafaria fins i tot després que es demostrés que havia quedat obsoleta. També es trobava en conflicte amb la seva experiència passada. La inferioritat numèrica i industrial japonesa els portà a assolir una superioritat tècnica, qualitativa i amb tàctiques més agressives.

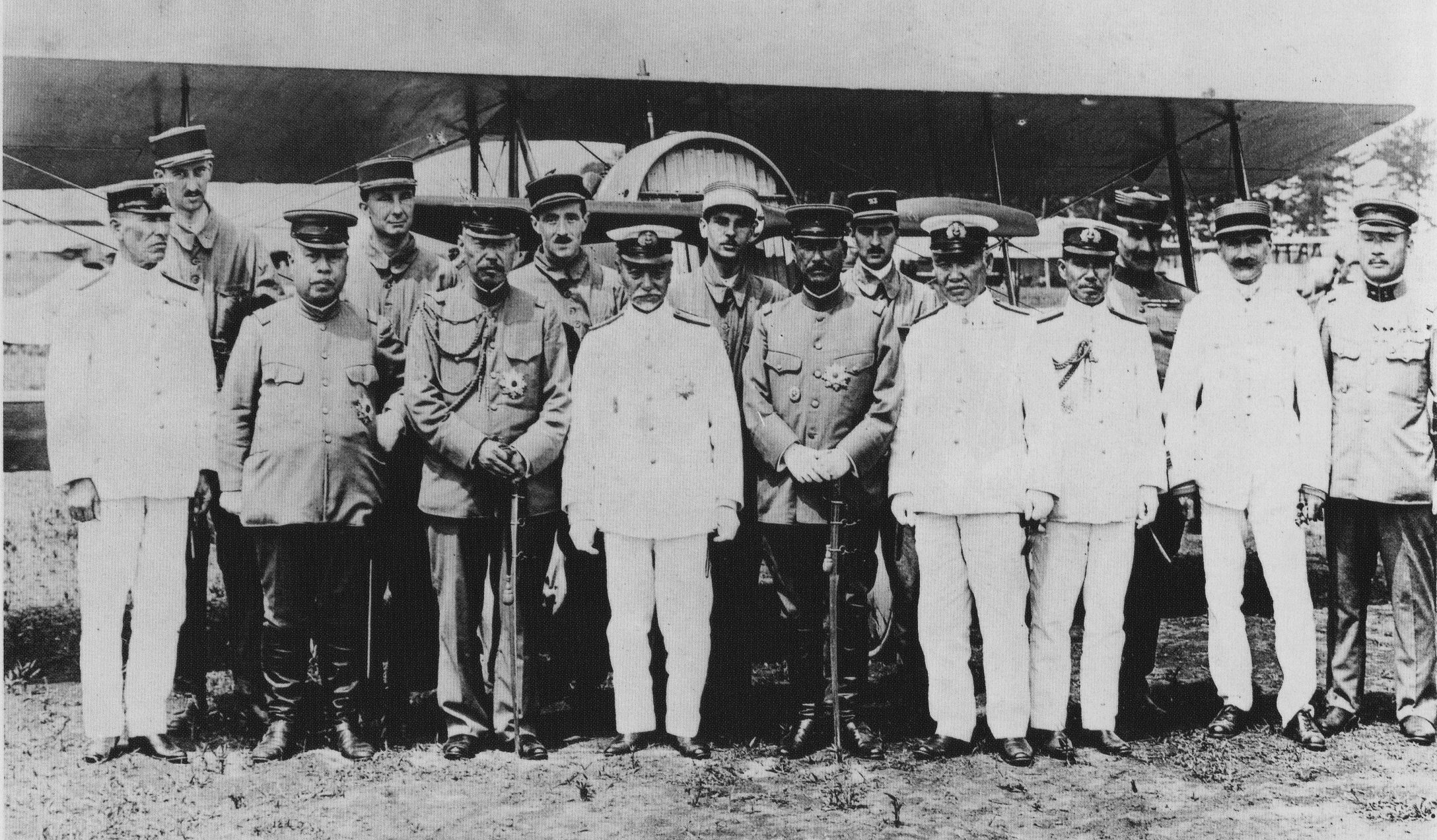
Togo Heihachiro amb membres de la Missió Francesa

A més, el Japó continuà sol·licitant l'assistència estrangera en detalls en els quals la Marina Imperial Japonesa era inexperta. El 1918, el Japó invità la Missió Militar Francesa al Japó (1918-1919), composta per 50 membres i equipada amb diversos dels més nous tipus d'aeroplans per establir els fonaments de l'Aviació Naval Japonesa. Entre els avions hi havia diversos Salmson 2A2, Nieuwpoort, Spad XIII, dos Breguet XIV, així com dirigibles Caquot). El 1921, el Japó allotjà durant un any i mig la Missió Sempill, un grup d'instructors britànics per entrenar i aconsellar la Marina Imperial en l'ús de nous avions com els Sparrowhawk, així com en l'aprenentatge de tècniques de llançament de torpedes i bombardeig en picat.

### Tractat Naval de Washington de 1922
| Límits de Tonatges |                           |                           |
| País               | Cuirassats                | Portaavions               |
| Regne Unit         | 525.000 tones (533.000 t) | 135.000 tones (137.000 t) |
| Estats Units       | 525.000 tones (533.000 t) | 135.000 tones (137.000 t) |
| Japó               | 315.000 tones (320.000 t) | 81.000 tones (81.000 t)   |
| França             | 175.000 tones (178.000 t) | 60.000 tones (61.000 t)   |
| Itàlia             | 175.000 tones (178.000 t) | 60.000 tones (61.000 t)   |

El 1920, el Japó s'havia embarcat en un ambiciós programa naval amb l'objectiu d'equiparar-se al Regne Unit i als Estats Units. S'havia començat a construir dos cuirassats: el Kaga i el Tosa, que eren millores dels cuirassats classe Nagato; a més, s'estaven construint 4 creuers de batalla amb canons de 16 polzades: l'Amagi, el Takao, l'Atago i l'Akagi. A part, s'estaven planificant dos nous cuirassats que superarien la classe Kaga: el Kii i l'Owari.
El veloç i sorprenent desenvolupament de l'armada japonesa causà alarma als cercles anglesos i americans. Els Estats Units van obtenir que el Japó concertés un tractat que desacceleraria la cursa armamentística naval que el Japó havia imposat a aquestes nacions. Per convèncer el Japó de signar aquest tractat, se'ls oferí un acord quatripartit segons el qual el Regne Unit i els Estats Units renunciaven a construir bases a Hong-Kong i a les Filipines durant deu anys, garantint així una esfera d'influència nipona a tota la zona del Pacífic oriental. A canvi, el Japó s'abstenia de construir més cuirassats en el mateix termini, tot i que seguiria sent la tercera marina en importància del món. Els Estats Units i el Regne Unit tindrien un tonatge bèl·lic de 525.000 tones, el Japó només de 315.000 tones, i França i Itàlia quedarien amb 175.000 tones.

### El període de 1922 a 1932
El Japó va complir ràpidament el tractat, i va quedar en tràmit desballestar el Kaga (a mig construir) i el Tosa (ja gairebé acabat, que s'usà com a pontó i com a blanc). A més, es desballestaren també el Takao i l'Atago. Va ser en aquest punt que el Japó començà a interessar-se en una nova arma, el portaavions, iniciant els canvis necessaris per a la transformació d'algunes naus. L'Akagi i l'Amagi serien reconvertits en la nova arma que postulava el capità de navili Isoroku Yamamoto, el portaavions d'atac, l'expressió inicial del qual era el petit portaavions experimental i dissenyat des de bon començament com a tal, el Hōshō, el 1921. El 1923 es botà el primer creuer pesat en el seu veritable concepte, el Yūbari, el disseny del qual inspiraria la classe Furutaka i, finalment, es reaprofità el casc del Kaga per a fer-ne un altre portaavions el 1923.
Si bé el tractat limitava el nombre d'unitats al Japó, els enginyers navals nipons es proposaren com a objectiu que cada unitat fos superior en armament, velocitat i blindatge. Així doncs, es modificaren els calibres a les unitats de la classe Kongō, s'hi muntava calibres de 356 mm, i als de classe Nagato se'ls dotà amb peces de 406 mm, que era el calibre més gran en el moment de ser muntats.
El 1925 es botava el portaavions Akagi, amb el seu disseny singular de tres cobertes, i va ser comissionat el 1927. El 1926 es botà el primer submarí I-1, de la classe Junsen, amb un desplaçament de 2.480 tones i 97,5 m d'eslora, armat amb canons de 140 mm i 6 tubs llançatorpedes de 53 cm. Després es botaren en una ràpida successió els tipus KD2 (1 unitat), KD3 (8 unitats), KD4 (4 unitats) i KD5 (2 unitats). Tots ells, bastant similars entre si, podien submergir-se fins a 100m de fondària, navegar a 8 nusos en immersió i a 21 en superfície.
Els creuers de classe Kuma eren creuers exploradors basats en el Tenryu, i resultaren unitats molt pràctiques per a tota mena de comeses, en especial l'abastiment i assistència de submarins en alta mar; també van ser usats posteriorment com a vaixells de transport de soldats. Aquestes unitats van ser seguides per les de la classe Natori, amb un pont més robust però amb la mateixa línia del casc que els seus predecessors i, més tard, els de classe Jintsu, més ràpids i més ben armats.
El 1928, el Japó marcà una diferència substancial al botar els destructors classe Fubuki, l'armament central dels quals eren tres torretes tancades de llançatorpedes capaces de llançar torpedes Tipus 93 de 61 cm de diàmetre, amb propulsió d'oxigen i sense estela (que al final de la Segona Guerra Mundial encara eren reconeguts de manera generalitzada com els millors torpedes del món). Els destructors de la classe Fubuki eren capaços de maniobrar i atacar en mar gruixuda (característica del mar del Japó), a una gran velocitat, a més d'estar excel·lentment artillats, amb torretes tancades duals de 127 mm, capaces d'actuar com a antiaeris. L'innovador disseny del Fubuki serví de guia a altres països, i van superar els ja amarats pel Japó, com els classe Minekaze, els classe Momi o els classe Mutsuki, de manera que van quedar virtualment antiquats en menys de 8 anys.
El portaavions Ryūjō va ser el segon portaavions lleuger de l'Armada Imperial Japonesa. Va ser construït a les drassanes de Mitsubishi de Yokohama, el 1929, amarat el 1931 i comissionat el 1932.
A més van ser amarats els creuers de reducte central primers i més moderns, els classe Furutaka, amb artilleria de 197mm. Els seguiren els de classe Aoba amb una artilleria de 200mm en 3 torres dobles (tots ells no superaven les 10.000 tones de desplaçament). El 1928 es botaren els de classe Myoko, superiors als anteriors, armats amb canons de 200mm en 4 torres dobles, i van causar una enorme impressió quan van ser presentats al Regne Unit el 1929.

### La Conferència naval de Londres de 1930
En aquesta conferència, el Japó intentà aconseguir poder tenir 78.000 tones en submarins, però només aconseguí 52.000 tones, igual que per a la Gran Bretanya com pels Estats Units. Això no deixà pas contents als japonesos, perquè aquell nombre limitava els plans estratègics de la flota combinada. L'acceptació política del política del tractat separà definitivament les forces polítiques de les militars en un ambient convulsionat, que portà conseqüències a posteriori.

### L'Ocupació de Manxúria i la Segona Guerra Sinojaponesa
El 1931, l'Exèrcit Japonès envaí Manxúria, i va fundar l'estat independent de Manxukuo, amb l'exemperador xinès Pu Yi com a cap d'estat visible. El 1933, l'Imperi Japonès es retirà de la Societat de Nacions, i el 1934 es deslligà dels tractats signats fins llavors, deslligant-se de totes les limitacions armamentístiques i estratègiques que tant oprimien als cercles militars i navals nipons.
El 1933 es posaren sobre la taula els primers esbossos del que serien els super-cuirassats classe Yamato, el disseny dels quals superava tot el que s'havia conegut fins aquell moment. A més, entre 1934 i 1935 el Kaga va ser profundament modificat, eliminant-se les seves tres cobertes i dotant-se'l d'una única coberta completa.
L'Akagi experimentà la mateixa modificació entre 1935 i 1938. El 1937 el Soryu s'uní a la flota de portaavions, botant-se una versió millorada, el Hiryu. A més, al març s'ordenà el Yamato, la quilla del qual es posaria al novembre. A més, també s'ordenaria la construcció del Musashi.

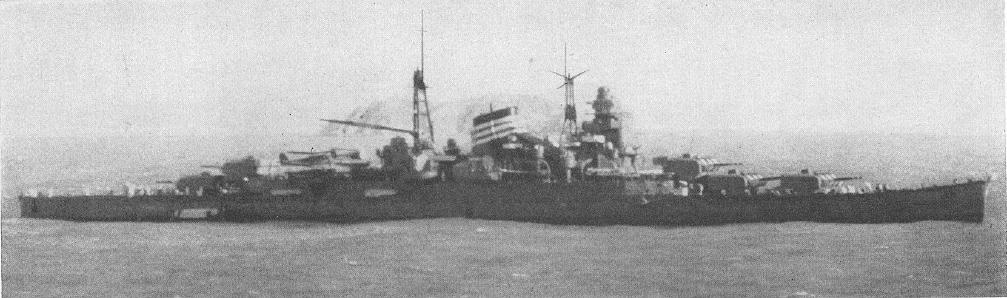
Creuer Suzuya

El 19 d'agost de 1937, el USS Augusta estava ancorat a la sortida del Yang Tzé, al port de Nanking, i va ser atacat per un avió japonès, causant-li una baixa. El creuer americà estava portant a terme tasques d'evacuació d'estatunidencs de territori xinès. La marina japonesa s'excusà per l'incident, adduint confusió del pilot. El 12 de desembre va tenir lloc el segon incident japo-americà entre el USS Panay i avions patrullers japonesos. El resultat va ser l'enfonsament del vaixell americà al Yang-Tzé, la mort d'un periodista italià i deixar ferit al capità i a 43 mariners, 11 dels quals de gravetat. Japó tornà a adduir que havia tornat a ser un error d'identificació.
El govern nord-americà s'oferí com a mediador en el conflicte sinojaponès, però les pretensions i les amenaces d'embargament de petroli no van fer altra cosa que aprofundir les distàncies entre ambdós governs. Formalment, els Estats Units van exigir la sortida de les forces japoneses del territori xinès, la qual cosa s'interpretà com una amenaça hostil per als cercles militars japonesos. Al juny de 1938 es posà en grada el cuirassat Musashi i s'ordenà la construcció del tercer, el cuirassat Shinano.

### La situació de pre-guerra
El 1940, l'ambient al Pacífic era candent, els japonesos seguien ocupant territori xinès i amenaçaven seriosament l'estabilitat amb Corea, a més del fet que els interessos americans estaven sent amenaçats per la política militar expansionista japonesa.
Els Estats Units i el Regne Unit van imposar un embargament de metall en brut, seguit per un de petroli, una congelació de béns i el tancament del Canal de Panamà per a les naus japoneses, amb la qual cosa el Japó començà a veure's ofegat econòmicament.
Donada la situació imperant, els membres de l'Exèrcit i la Marina acabaren per sobreposar-se als designis polítics del Japó. Cal tenir present que, fins llavors, el Japó mai s'havia sentit fort per a afrontar un conflicte a gran escala; però els militars japonesos consideraven els americans com a mancats de voluntat nacional, mandrosos i viciosos. Fins i tot el mateix emperador Hirohito va ser arrossegat pels corrents bel·licistes a palau, i va ser manipulat subtilment per militars encegats en l'ultranacionalisme que desitjaven la guerra amb els Estats Units.
La tensió creixent al Pacífic ocasionà que, finalment, el govern japonès signés el 27 de setembre de 1940 el Pacte Tripartit, i s'integrés d'aquesta manera a les Potències de l'Eix. Mitjançant aquest tractat, el Japó reconeixia el lideratge de l'Alemanya Nazi i d'Itàlia a Europa, i les dues potències feixistes reconeixien l'hegemonia nipona a l'Àsia. A més, i ací estava la clau del pacte, els tres signants es prometien usar qualsevol mitjà polític, econòmic o militar per ajudar-se en cas de ser atacats per qualsevol potència no involucrada en la guerra europea o en el conflicte sinojaponès. El pacte anava dirigit evidentment contra els Estats Units i indirectament contra la Unió Soviètica.
A la darreria de 1940, l'almirall Isoroku Yamamoto va ser cridat al Palau Imperial perquè posés la Marina en peu d'alerta davant l'escenari que s'estava desenvolupant. Yamamoto explicà al príncep Konoe que ell només podia garantir un any de victòries, i que si el Japó era incapaç de donar un cop contundent i posar de genolls al colós americà, les coses es posarien molt difícils per a l'Imperi Japonès. Immediatament se li sol·licità que elaborés un pla per donar aquest primer cop als americans. A més, en aquells moments, els transatlàntics Izumo Maru i Kashiwara Maru van ser traslladats a les drassanes per ser transformats en els portaavions lleures Hiyō i Junyō.
L'atac britànic a Tàrent el 1940 il·luminà als japonesos sobre el que podrien fer els avions torpediners contra una flota ancorada a port. Molts tàctics i oficials de la Marina van ser convocats a bord del Nagato al març de 1941, i se'ls va demanar un esbós del pla d'atac. El pla, denominat Pla Z i presentat per Minoru Genda, va ser el finalment acceptat. Estava basat en l'atac a Tàrent. Els preparatius i l'entrenament van iniciar-se el març de- 1941.
En el moment previ de l'atac a Pearl Harbor el 7 de desembre de 1941, la Marina Imperial comptava amb:

#### Cuirassats
- 11 en total (més 3 en construcció) (1):
  - 4 classe Kongō (conversions de creuers de batalla, construïts entre 1913 i 1915): el Kongō, el Hiei, el Kirishima i el Haruna
  - 2 classe Fusō (construïts entre 1915 i 1917)
  - 2 classe Ise (construïts entre 1917 i 1918): el Ise i el Hyūga
  - 2 classe Nagato (construïts entre 1920 i 1921) : el Nagato i el Mutsu
  - 4 classe Yamato: el Yamato (pràcticament acabat), el Musashi, el Shinano (convertit posteriorment en portaavions), i el quart no es va acabar)

#### Portaavions
- 8 (més 7 en construcció):
  - el Hōshō, construït el 1922
  - el Akagi, excreuer de batalla, convertit el 1927
  - el Kaga, excuirassat, convertit el 1928
  - el Ryūjō, completat el 1933
  - 2 classe Sōryū: el Sōryū, del 1937, i el Hiryū, del 1939
  - 2 classe Shōkaku: el Shōkaku i el Zuikaku, del 1941
  - el Shōhō (reconvertit a portaavions el 1941)
  - el Zuihō (reconvertit a portaavions el 1940)
  - el Junyō (reconvertit a portaavions el 1940)
  - el Hiyō (reconvertit a portaavions el 1942)
  - el Unyō (reconvertit a portaavions el 1940)
  - el Chūyō (reconvertit a portaavions el 1942)
  - el Taiyō (reconvertit a portaavions el 1941)

#### Creuers pesats
- 18 (més 1 en construcció) (1)

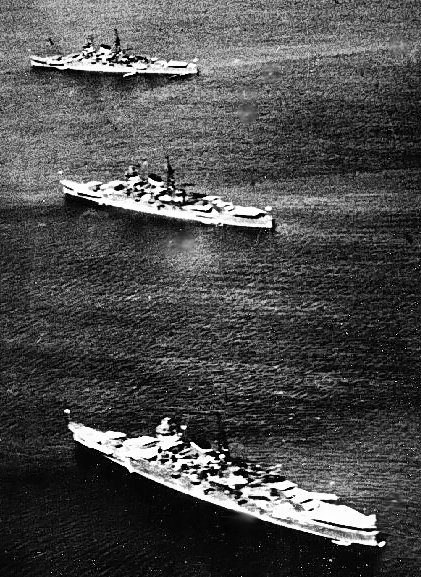
Creuers de la classe Mogami

  - 2 classe Furutaka construïts entre 1926 i 1927
  - 2 classe Aoba construïts entre 1926 i 1927
  - 4 classe Myoko construïts entre 1928 i 1929
  - 4 classe Takao construïts el 1932
  - 4 classe Mogami construïts entre 1935 i 1937(2)
  - 2 classe Tone construïts el 1941

(1) Ibuki va ser ordenat com creuer, transformat en portaavions: no finalitzat. 

(2) els Mogami es van construir com a creuers lleugers, però durant 1941 es modificaren com creuers pesats.

#### Creuers lleugers
- 20 (més 9 en construcció)(1)
  - 2 classe Tenryu construïts en 1919
  - 5 classe Kuma construïts entre 1920 i 1921
  - 6 classe Natori construïts entre 1922 i 1926
  - 1 classe Yubari construït el 1923
  - 3 classe Jintsu construïts entre 1924 i 1925

(1) 3 classe Katori (1 cancel·lat), 4 classe Agano i 2 classe Oyodo

#### Destructors
- 108 (més 43 en construcció)(1)
  - 3 classe Momi construïts entre 1920 i 1922
  - 13 classe Minekaze construïts entre 1920 i 1922
  - 7 classe Wakatake construïts entre 1922 i 1923
  - 4 classe Kamikaze construïts entre 1922 i 1924
  - 12 classe Mutsuki construïts entre 1925 i 1927
  - 20 classe Fubuki construïts entre 1918 i 1931
  - 4 classe Akatsuki construïts entre 1932 i 1933
  - 6 classe Hatsuharu construïts entre 1933 i 1935
  - 10 classe Shiratsuyu construïts entre 1936 i 1937
  - 10 classe Asashio construïts entre 1937 i 1938
  - 18 classe Kagero construïts entre 1939 i 1941
  - 1 classe Yugumo construido en 1941

(1) 27 classe Yugumo y 16 classe Akitsuki en construcció
- 68 submarins
- 50 mini-submarins Ko-hyoteki

#### D'altres
- 90 patrulleres, llanxes armades, mercants armats i caça-submarins
- 6 minadors
- 42 dragamines
- 55 auxiliars

#### Mercants
Gran quantitat sota el control directe de l'Armada, com mercants armats
- 1939 – 2.337 amb 5.629.845t
- construcció de 4.250.000t durant la Segona Guerra Mundial

#### Avions
- 1750 avions de primera línia, amb 370 avions d'entrenament
  - 660 caces
  - 330 avions d'atac embarcats
  - 240 bombarders bimotors
  - 520 hidroavions

## Perfil formatiu d'un mariner japonès
La instrucció d'un mariner a la Marina Imperial era molt dura: se li exigia l'obediència absoluta i estar disposat al sacrifici en bé de la seva pàtria. Per a les classes menors, els errors es pagaven amb assots a les cuixes i fins i tot amb presó. La reiteració de faltes significava l'expulsió humiliant de les files. S'enfatitsava la cooperació i el treball en equip, que el mariner fos creatiu i estigués disposat a prendre decisions en cas de no tenir oficials al capdavant.
Per a l'oficialitat, la vida no era menys dura, doncs se'ls exigia no només que fossin autómates en l'execució de les ordres, sinó que fossin capaços de qüestionar-les i proposar idees i iniciatives noves al seu oficial superior, però si aquest mantenia la seva postura, l'oficial havia d'obeir cegament allò que se li havia ordenat.
L'oficial podia fins i tot discutir, proposar, desmentir i esplaiar les seves idees sobre un pla determinat sense faltar al respecte a la institució monolítica del comandament. Un cop arribat al consens, el pla s'executava al peu de la lletra sense fer un pas enrere.

## La Segona Guerra Mundial

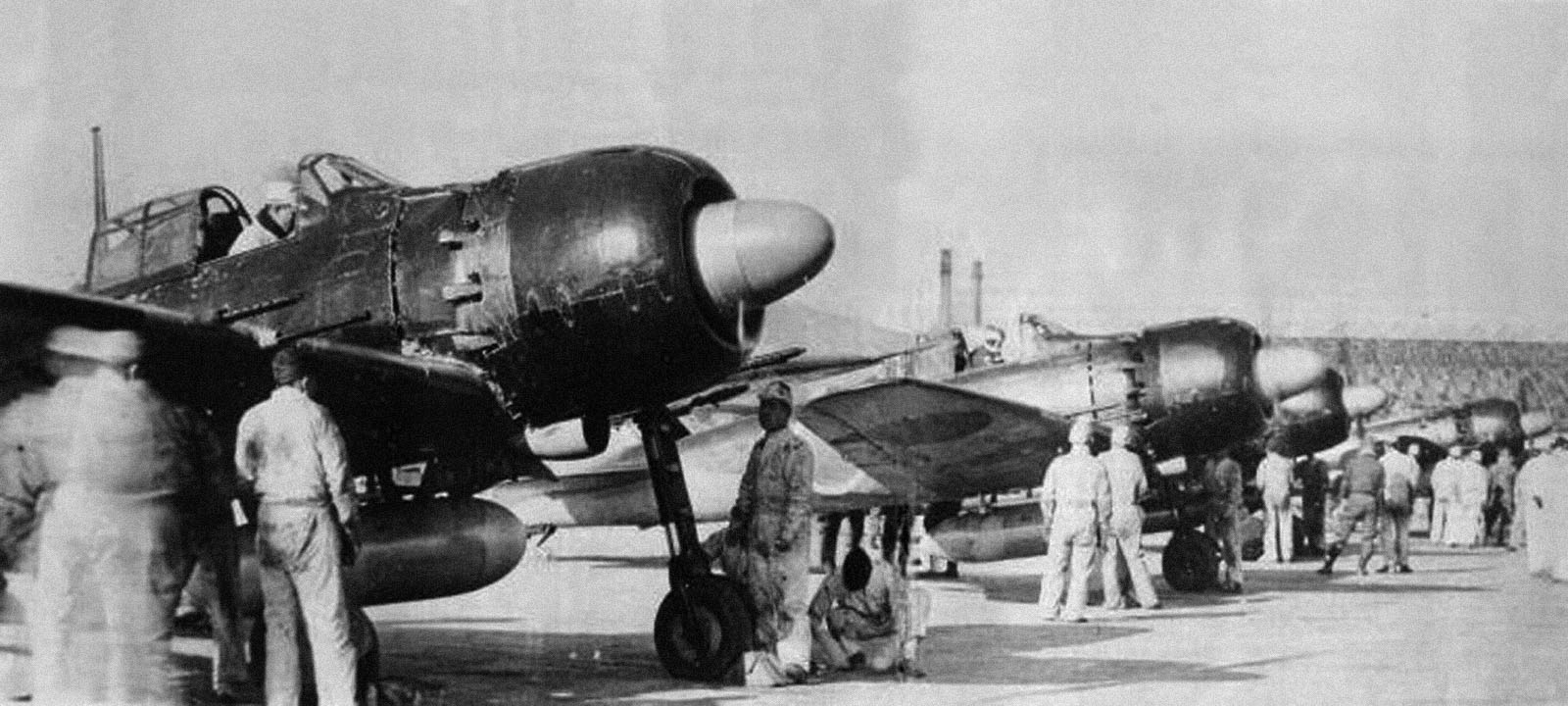
Caces Mitsubishi A6M llestos per enlairar-se de les seves bases a Corea rumb a l'illa de Kyushu. S'aprecia el dipòsit suplementari de combustible sota el fuselatge

L'Almirall Yamamoto havia garantit un any de victòries. El primer d'aquests èxits va ser l'Atac a Pearl Harbor, la base americana a l'arxipèlag de Hawaii, el diumenge 7 de desembre de 1941. El dur entrenament donà com a resultat un atac sorprenent molt similar al de Tàrent (de fet, els japonesos s'havien fixat en aquest atac en elaborar el Pla Z). El resultat d'aquest atac sorpresa en dues onades successives va ser paradoxal per al Japó, perquè enfonsà no només els cuirassats americans, sinó que també el seu concepte com a element bàsic d'una marina de guerra.
Els japonesos perderen 29 avions amb els seus 55 tripulants, així com els 5 mini-submarins que participaren en l'atac i 9 dels seus tripulants. El desè mariner va tenir el dubtós honor de ser el primer presoner de guerra japonès. Les baixes americanes van ascendir a 2.403 morts, 5 cuirassats enfonsats, 3 danyats, 3 creuers enfonsats, 3 destructors enfonsats, 188 avions destruïts i 155 danyats.
Els japonesos s'havien entrenat per a portar a terme una batalla decisiva que mai no va arribar, en la qual la seva fortalesa en basava en la superioritat en cuirassats. De fet, obligà a la Marina dels Estats Units a usar els portaavions com a arma ofensiva, i la seva tasca a la llarga resultà funesta per a la Marina Imperial. Un altre fet rellevant de l'atac a Pearl Harbor va ser que despertà en els americans el desig de lluita i de venjança, aixecant i transformar la decaiguda moral inicial en un decidit coratge cap al poble japonès. Juntament amb l'atac a Pearl Harbor, els japonesos es llançaren a la conquesta d'Indoxina, mentre que una força conduïda per l'Almirall Kondō arribava el 9 de desembre a la denominada Àrea Sud, des d'on s'haurien de conquerir les Filipines, les Índies Oriental i la península Malàisia.

### Èxits inicials
El 10 de desembre, els japonesos van enfonsar mitjançant un atac aeri el cuirassat britànic HMS Prince of Wales i el creuer de batalla HMS Repulse, enlairant-se des d'Indoxina. Les forces de l'Almirall Kondō no van haver d'intervenir al combat, tot i que ja s'apropaven a la zona.
L'11 de desembre, els japonesos van envair les illes Wake; els defensors americans van rendir-se després de dos dramàtics intents de desembarcament. Els japonesos es veieren obligats a usar unitats de grans mides, com els portaavions Sōryū i Hiryū, que tornaven de Pearl Harbor. Amb tot, la pèrdua de Wake va ser considerada com irrellevant pels americans.
Cap als inicis de 1942, les posicions japoneses al Pacífic Sud estaven ben consolidades: Sumatra havia estat conquerida; Singapur estava a punt de caure, l'illa de Borneo estava sent conquerida, Timor estava en vies de ser envaïda i res podia l'avanç vers l'illa de Java, mentre que els Estats Units no es recuperaven del cop de Pearl Harbor.

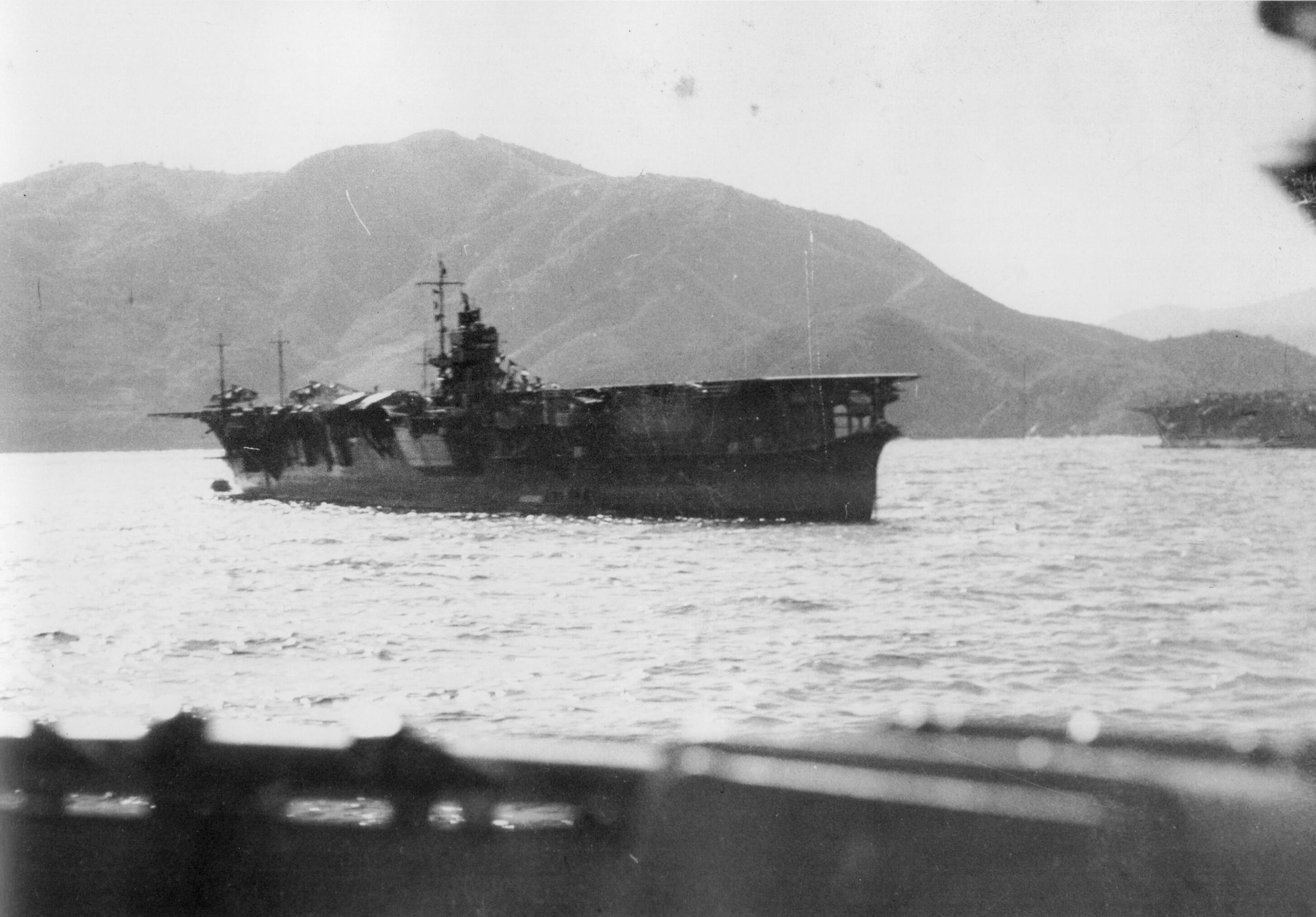
El portaavions Soryu.

El 4 de febrer de 1942, una força combinada holandesa-americana va ser atacada per bombarders japonesos a Bali, avariant greument al USS Houston i al SS Marblehead; després, el 18, les forces del contraalmirall Doorman van ser rebutjades en un combat naval en el qual participà el creuer Nagara i tres destructors a l'estret de Lombok, amb les pèrdues aliades del HNLMS Piet Hein i del HNLMS Tromp. Aquest episodi es considera la primera fase de la batalla del mar de Java.
La segona fase seria el 25, quan les forces del contraalmirall Doorman, formades per 4 creuers (HNLMS De Ruyter, HNLMS Java, HMAS Perth i USS Houston) van salpar des de Surabaya en recerca dels transports japonesos que estaven portant a terme la invasió de Java i van trobar-se amb una força japonesa composta pels creuers pesats Nachi i Haguro, que van enfonsar el De Ruyter i el Java. Dies més tard, el 28, a l'estret Sunda serien enfonsats el Perth i el Houston. L'1 de març el HMS Exeter i el USS Pope també serien enfonsats a la mateixa zona.
A final de març de 1942, els japonesos penetraren al golf de Bengala, fent fugir les naus britàniques i enfonsant el HMS Hermes, el HMS Cornwall i el HMS Dorsetshire a Ceilan. Pràcticament ja no quedaven forces britàniques a la regió, i la conquesta de Java es completà amb èxit.
L'abril del 1942, la majoria de les unitats navals japoneses repostaven a les seves aigües, la qual cosa no impedí que una flota americana composta pel USS Hornet i pel USS Enterprise s'apropessin al perímetre defensiu japonès i efectuessin la Incursió Doolittle, fent que l'alt comandament japonès decidís mantenir una major quantitat d'unitats per a la defensa costanera, així com a accelerar els seus plans per derrotar definitivament a les forces americanes al Pacífic.
El succés següent seria la batalla del mar del Corall al maig de 1942, el primer enfrontament entre portaavions, en el qual els japonesos, enmig de la invasió de Tulagi, van aconseguir una treballada victòria tàctica en enfonsar el USS Lexington (llavors el portaavions més gran del món, juntament amb el seu “germà” l'USS Saratoga) i danyar greument al USS Yorktown (de fet el donaren per enfonsat), a canvi de l'enfonsament del portaavions lleuger Shōhō i el Shōkaku amb danys greus.

### Inflexió a Midway
Des de feia uns mesos, la intel·ligència japonesa treballava a aconseguir informació sobre un objectiu anomenat "AF", però la intel·ligència americana estava en possessió del Codi Porpra japonès, mitjançant el qual estaven assabentats de les comunicacions militars japoneses. "AF" era l'atol Midway, un parell d'illes usades com a pistes d'emergència per la PANAM pels seus vols transoceànics. La idea de l'almirall Yamamoto era apoderar-se de les illes i provocar a la Marina dels Estats Units a la batalla, per així destruir-la i tenir Hawaii i la costa oest dels Estats Units a l'abast dels seus canons. Durant els jocs de guerra realitzats emulant la futura batalla, celebrats a bord del cuirassat Yamato, les pèrdues japoneses eren com a màxim un portaavions enfonsat i un altre greument danyat. L'operació va ser aprovada.

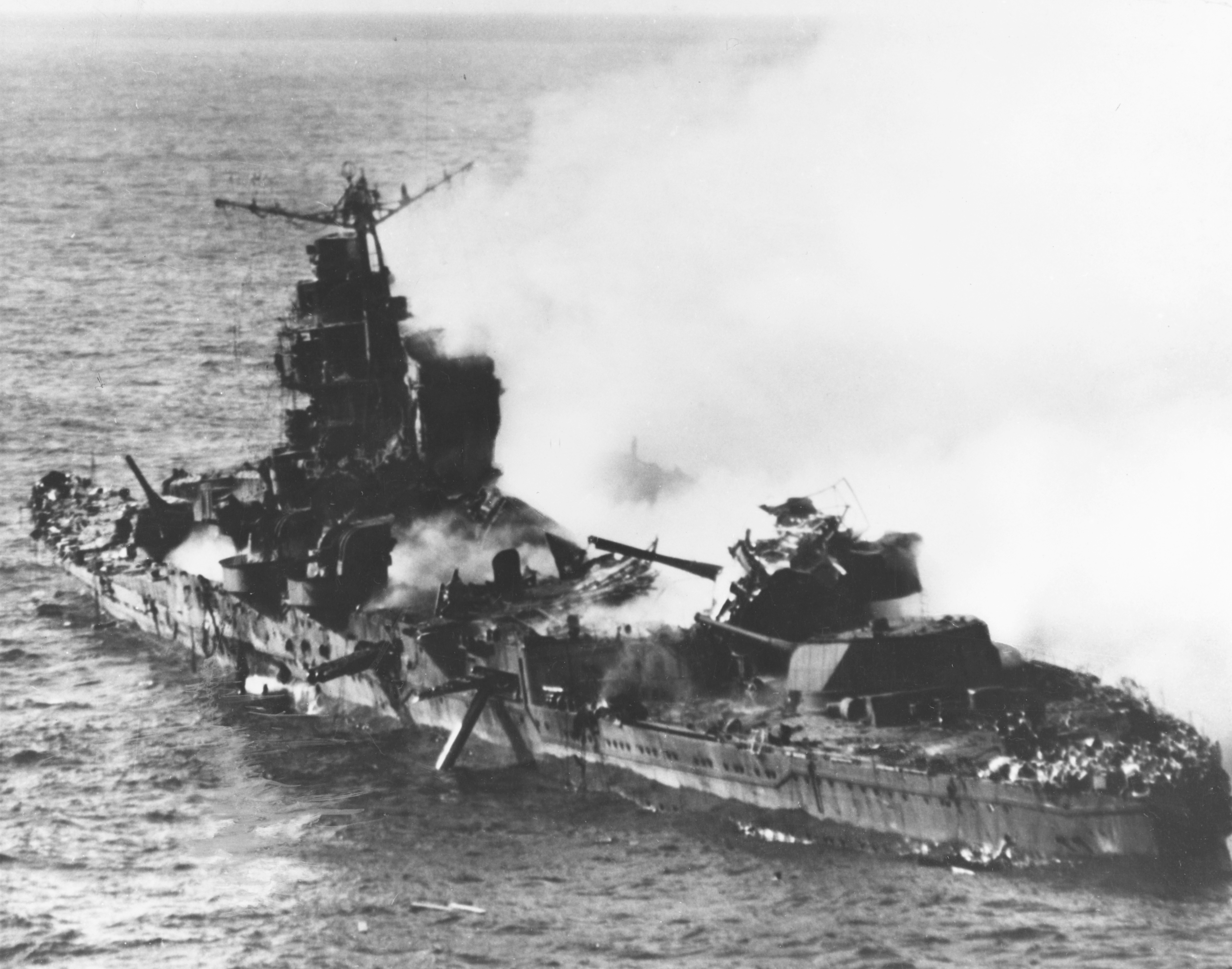
El creuer Mikuma bombardejat a la rodalia de Midway

Amb el màxim sigil es portaren a terme els preparatius per a l'operació, mentre que paral·lelament es coordinava una operació de diversió a les illes Aleutianes, específicament a les estacions Attu i Kiska. En aquesta operació participaven les unitats més noves: el cuirassat Yamato i els portaavions Junyō i Hiyō.
Mentrestant, els americans ja sabien que l'objectiu era Midway, i conseqüentment es prepararen reforçant la defensa de les illes enviant avions, canons i més tropes. El USS Yorktown, greument danyat a la batalla del Mar del Corall va ser reparat en només tres dies per a satisfacció de l'almirall Nimitz. Els Estats Units podien comptar amb 3 portaavions operatius: el USS Yorktown, el USS Hornet i el USS Enterprise (el USS Saratoga estava sent reparat a San Diego per atacs de torpedes).
El 4 de juny de 1942, els japonesos s'aproparen a Midway amb l'objectiu d'apoderar-se'n mitjançant una operació amfíbia, prèvia a un bombardeig aeri de les seves defenses. Però els aviadors japonesos es trobaren amb una defensa tancada inesperada per part dels defensors de l'illa, que causà confusió. Per un altre costat, els portaavions de l'almirall Fletcher s'apropaven pel sud-oest i començaren desesperadament la recerca dels portaavions japoneses. La desigualtat de forces afavoria enormement els japonesos.
En el primer atac aeri, els japonesos van perdre 10 aparells, però no aconseguiren afeblir les defenses americanes, per la qual cosa es recomanà un segon atac. El gruix de la flota de Yamamoto esperava a 100 milles de distància a l'espera de poder intervenir si apareixien objectius que poguessin interferir l'operació. La flota de portaavions japonesos era comandada per l'almirall Nagumo, qui rebé els primers informes del primer atac aeri. Aquest, en precaució, havia deixat suficients avions carregats amb torpedes en cas que es detectessin naus enemigues. Els avions d'exploració japonesos van fracassar en alertar de la presència dels 3 portaavions americans a la zona; però qui no van fallar van ser els exploradors americans, que ubicarien als portaavions i a la flota d'invasió japonesa a 320 milles al nord-oest de Midway, radiant la informació immediatament.
Mentrestant, Naguno donà una ordre fatal: canviar els torpedes per bombes incendiàries i explosives per així realitzar una segona incursió sobre Midway. Quinze minuts després, es detectaren 10 naus de guerra americanes i Naguno ordenà cancel·lar el procés de rearmament i que es preparessin per llançar un atac contra la flota. A més, en aquell moment es rebé el primer atac de l'aviació americana, rebutjada per la defensa antiaèria dels portaavions japonesos.
Les ordres i contraordres d'armar els avions provocaren que les cobertes i els hangars estiguessin plens de bombes, la qual cosa seria fatal poc després: els avions de bombardeig en picat provinents del Enterprise i el Yorktown havien aconseguit passar desapercebuts enmig dels núvols a 14.000 peus d'alçada sobre la flota japonesa, i preparant-se per llançar-se a l'atac: l'Akagi, el Kaga i el Sōryū van ser tocats de ple, enfonsant-se. El Hiryū de l'almirall Yamaguchi se salvaria per estar més al nord i amagat per uns núvols. Poc després llançà un atac, danyant el USS Yorktown, però seria atacat posteriorment pels avions del USS Enterprise, quedant tan greument danyat que seria enfonsat pels torpedes de la seva pròpia escorta de destructors.
La pèrdua de 4 portaavions, així com dels seus valuosos grups aeris van ser desastrosos pel Japó, doncs a partir d'aquell moment ja no pogué tornar a portar la plena iniciativa en les accions del Pacífic oriental. La conquesta d'Attu i Kiska van ser un pobre consol per a Yamamoto, i els Estats Units no consideraren gaire rellevants aquestes pèrdues.

### Post-Midway i final de la guerra
La batalla de Midway va ser una veritable catàstrofe per a la Marina Imperial, perquè va perdre 4 dels seus preciosos portaavions i, pitjor encara, els pilots i tot els mariners embarcats. Les substitucions dels portaavions era difícil i el Japó va aprofitar tot el que tenia, transformant molts navilis en porta-aeronaus, com per exemple els dos cuirassats de la classe Ise. La substitució dels pilots era impossible donat el temps necessari per formar-ne de nous i que aquests fossin competents. Els Estats Units només havien perdut un únic portaavions, i la situació era molt llunyana de ser crítica, gràcies a un programa de construcció naval massiva en curs. A més, els seus avions tenien més prestacions i hi donaven més bon ús, capaços de rivalitzar amb els japonesos. La batalla va transformar-se en un punt d'inflexió de la guerra, perquè si bé la US Navy hauria assolit tard o aviat la superioritat aeronaval al Pacífic, Midway accelerà el procés. En lloc de guanyar temps, gràcies al fracàs de la seva operació, Yamamoto en perdé. Privats de la seva principal força ofensiva, el Japó va haver d'adoptar una posició defensiva, sense disposar de temps per preparar-se.
Els americans van llançar la seva primera gran ofensiva a Guadalcanal, que causà problemes amb les seves comunicacions amb Austràlia. La qualitat de les forces de superfície japoneses van causar danys als americans, que no van poder evitar que aquests reavituallessin i reforcessin la guarnició de l'illa, així com bombardegessin les tropes americanes. Els creuers americans patirien diverses derrotes més, com a la batalla de l'illa de Savo, on la superioritat dels marins japonesos en els combats nocturns es demostrà decisiva. Però gràcies a la superioritat numèrica ascendent, seguien com a amos del dia, i podien combatre de nit amb els combois del Tokio Express, compensant la seva relativa inexperiència amb l'ús del radar. L'ascendent potencial americà va ser invencible, i els darrers viatges del Tokio Express només serviren per evacuar les tropes japoneses. La campanya de les Illes Salomó va ser més del mateix fins al final de 1943, quan els japonesos van perdre la seva base vital de Rabaul i, a partir d'aquell moment, els americans pogueren endinsar-se pel Pacífic central. Llavors, els estrategs americans van voler traçar dues línies, l'una partint de les Salomó i Nova Guinea cap a les Filipines i Borneo, aïllant al Japó dels recursos de les Índies neerlandeses i, en particular, del seu petroli. L'altra línia, més al nord, passava per les illes Gilbert i les illes Marshall, cap a Guam i les Marianes, apropant-se cap a l'arxipèlag nipó, per així preparar la seva conquesta.

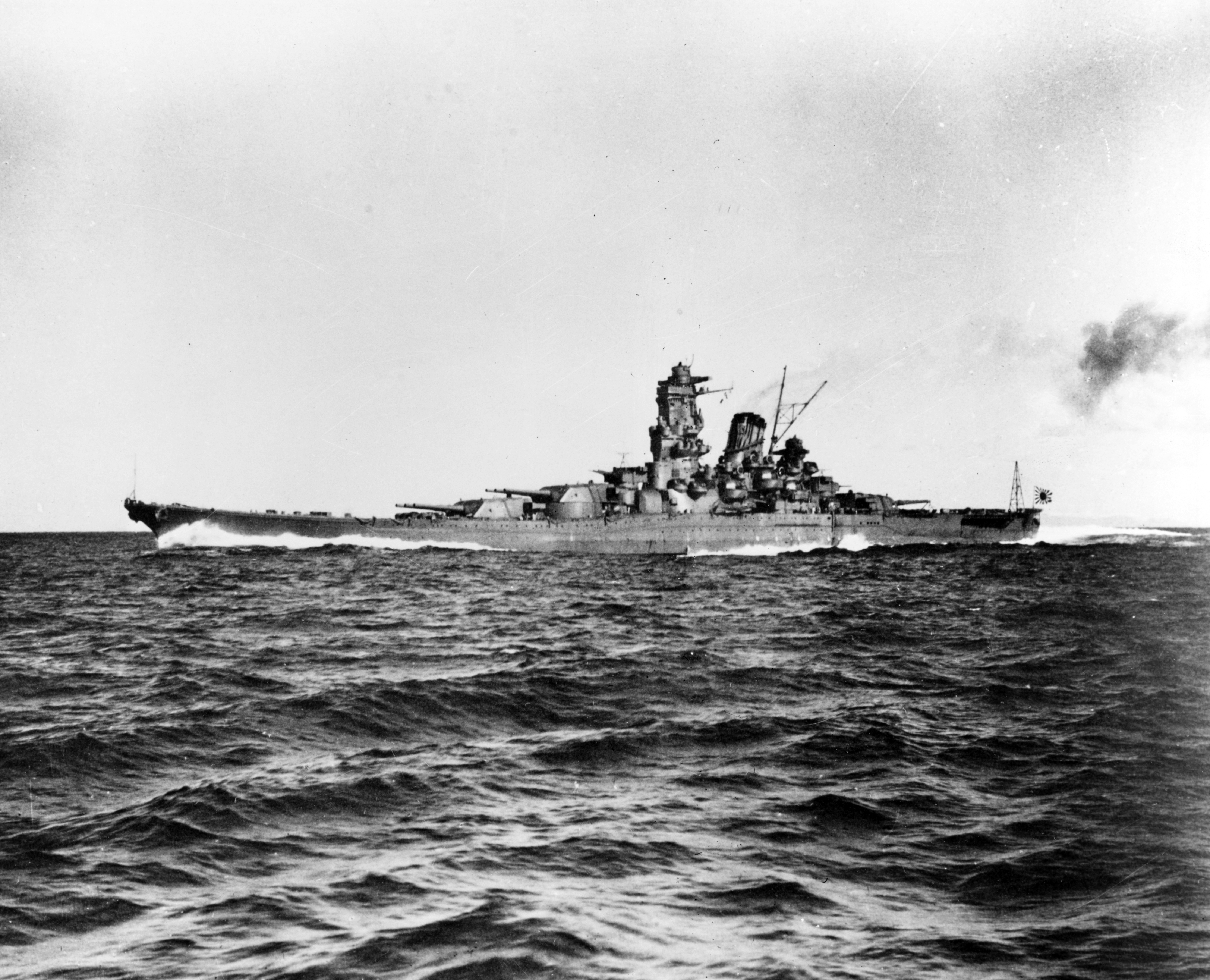
El cuirassat Yamato, símbol de la puixança naval japonesa i del seu fi tràgic

La Marina Imperial havia perdut la possibilitat d'influir sobre el curs dels esdeveniments. Va aconseguir, gràcies a un important esforç industrial, reconstituir una flota de portaavions, però els pilots experimentats havien desaparegut. Actuant a ple rendiment a la batalla del Mar de les Filipines, va tornar a patir pèrdues catastròfiques, amb 3 portaavions enfonsats i 395 avions abatuts. El conjunt de la Marina Imperial va fer un darrer esforç a la batalla del golf de Leyte, però sense èxit, perdent 4 portaavions més, a més de 3 cuirassats i 10 creuers. Aquesta batalla va veure també, per primera vegada, l'aparició de tàctiques desesperades amb l'ús d'atacs suïcides: els Kamikazes. Aquests kamikazes eren la darrera temptativa dels militars japonesos per lluitar contra una desfeta inevitable. L'ús d'aquestes mesures desesperades va intensificar-se a mesura que la guerra s'apropava al seu final, implicant a més dels avions grans navilis, com els grans cuirassats Yamato i Musashi, que havien d'enfrontar-se de manera suïcida contra naus americanes. En aquells moments la flota japonesa es mostrà incapaç de lluitar a la manera clàssica: anava molt escassa de combustible, després de la reconquesta de les Filipines havia quedat dividida en dos, era eficaçment atacada per l'aviació aliada als seus propis ports i, quan aconseguia sortir al mar, era fustigada sense descans pels submarins americans. Els dos bombardeigs americans i la invasió soviètica de Manxúria li van evitar haver de combatre per protegir el seu propi territori.

### La capitulació
Per l'capitulació del Japó, dels 12 cuirassats en línia, un de sol, el Nagato, només estava encara a flot. Dels 20 grans portaavions només en quedaven 4, amb danys de diversa consideració. Dels 18 creuers, els dos supervivents estaven molt malmesos. De fet, de tota la flota, només quedaven una dotzena de destructors i una quinzena de submarins com a operatius, que van passar a mans aliades.
Després de l'ocupació del Japó, les Forces Armades de l'Imperi Japonès van ser dissoltes segons la constitució de 1947, especificant que el poble japonès renuncia per sempre a la guerra com a dret sobirà de la nació i l'amenaça o l'ús de la força coma mitjà de solució de les disputes internacionals. La marina actual està situada sota el paraigua de les Forces d'Autodefensa del Japó (FADJ) com la Força Marítima d'Autodefensa del Japó (FMADJ).

## Aviació Naval

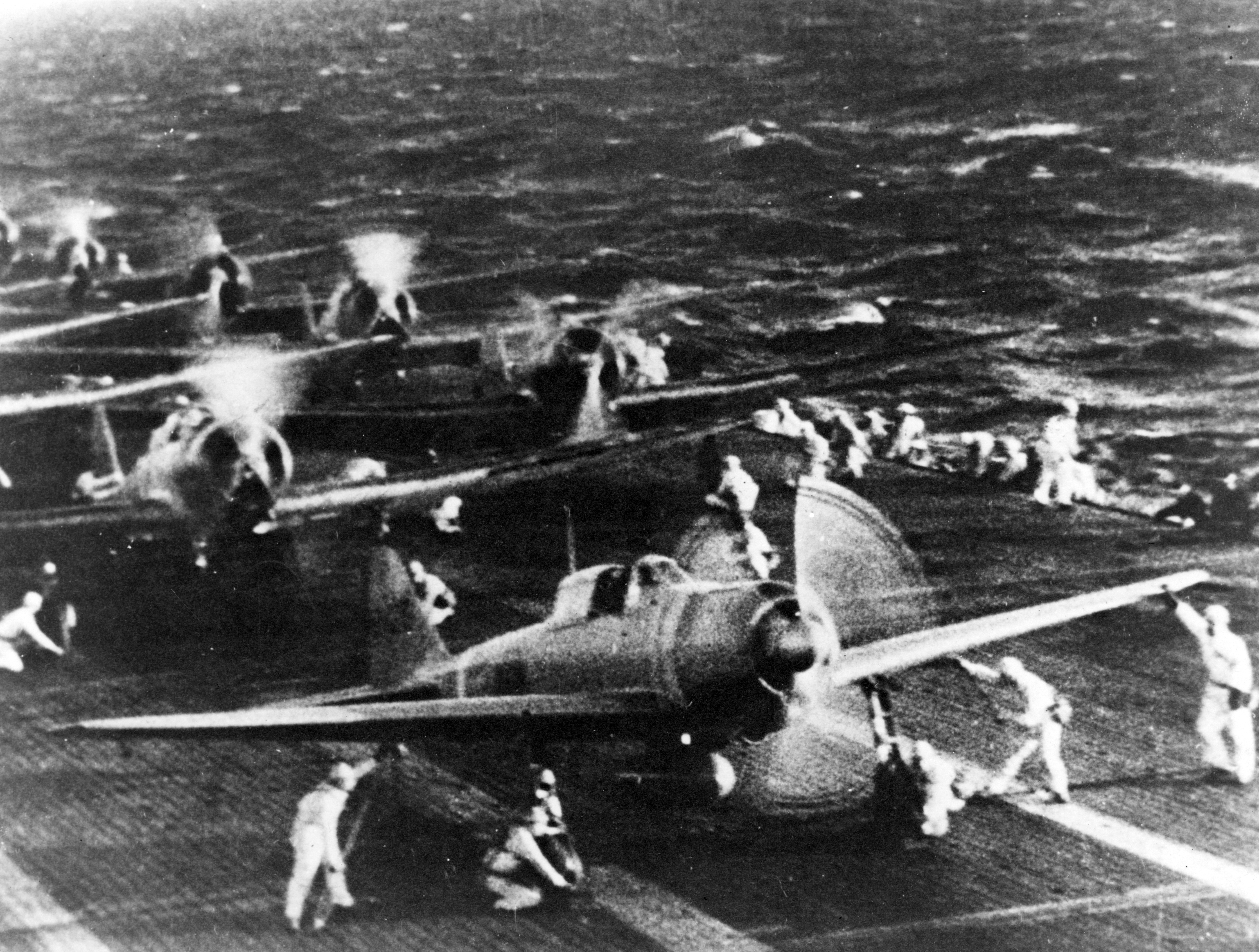
Avions japonesos preparant-se per enlairar-se del Shokaku per iniciar l'atac a Pearl Harbor

El Japó inicià la guerra amb una força aèria altament competent dissenyada al voltant d'alguns dels millors aeroplans del món: el Zero era considerat com el millor avió per portaavions a l'inici del món, el bombarder Mitsubishi G3M era remarcable per la seva velocitat i el seu radi, i el Kawanishi H8K era el millor hidroavió del món. El cos de pilots japonès a l'inici de la guerra d'alta qualitat comparat amb els seus contemporanis gràcies al seu entrenament intens i a la seva experiència a la línia del front de la guerra Sino-Japonesa. La Marina també tenia una força de bombardeig tàctic competent, desenvolupada al voltant dels bombarders Mitsubishi G3M i G4M, que van deixar al món bocabadat en ser els primers avions enfonsar gran vaixells enemics en ruta (el HMS Prince of Wales i el HMS Repulse britànics).
A mesura que la guerra avançava, els Aliats van descobrir punts febles en l'Aviació Naval Japonesa. Encara que la majoria dels avions japonesos es caracteritzaven per tenir un gran radi operatiu, tenien molt poc blindatge i armament defensiu. Resultat d'això, els avions nord-americans, més nombrosos i molt més armats i blindats, van poder desenvolupar tècniques que anul·lessin els avantatges dels avions japonesos. Si bé hi hagué retards en el desenvolupament dels motors, durant la guerra aparegueren diversos dissenys molt competitius, però la feblesa industrial, la manca de matèries primeres i la desorganització que comportava els bombardeigs aliats havia desbaratat la seva producció en massa. A més, la no Marina Imperial Japonesa tenia un procés eficient per a entrenar ràpidament als pilots, i es considerava que eren necessaris fins a 2 anys d'entrenament per a un pilot destinat a un portaavions. A més, no van ser capaços de substituir els pilots perduts durant els èxits inicials de la campanya del Pacífic. La inexperiència posterior dels pilots de la Marina Imperial Japonesa es va fer especialment palesa durant la batalla del Mar de les Filipines, quan els seus avions eren abatuts a grapats pels pilots americans, fins al punt en què els americans van anomenar "El Gran Tir al Plat de les Marianes". Després de la batalla del golf de Leyte, la Marina Japonesa optà cada cop més per desenvolupar avions pels Kamikazes.
Cap al final del conflicte es van portar a terme diversos dissenys competitius, com el Shiden, però aquests avions es van produir massa tard i en xifres totalment insuficients (només es van produir 415 unitats del Shiden) perquè poguessin afectar el curs de la guerra. Es van portar a terme dissenys totalment radicals, com el Shinden, reactors com el Nakajima Kikka o el propulsat per coets Mitsubishi J8M. Aquests dissenys es basaven parcialment en la tecnologia rebuda dels alemanys, normalment només en forma de dissenys (el Kikka es basava en el Messerschmitt Me 262, i el J8M en el Messerschmitt Me 163), i així els fabricants japonesos tingueren un paper clau en l'enginyeria final. Aquests dissenys també arribaren massa tard per tenir cap mena d'influència en el desenllaç del conflicte (el Kikka només volà un cop abans del final de la guerra).

## Unitats especials d'atac

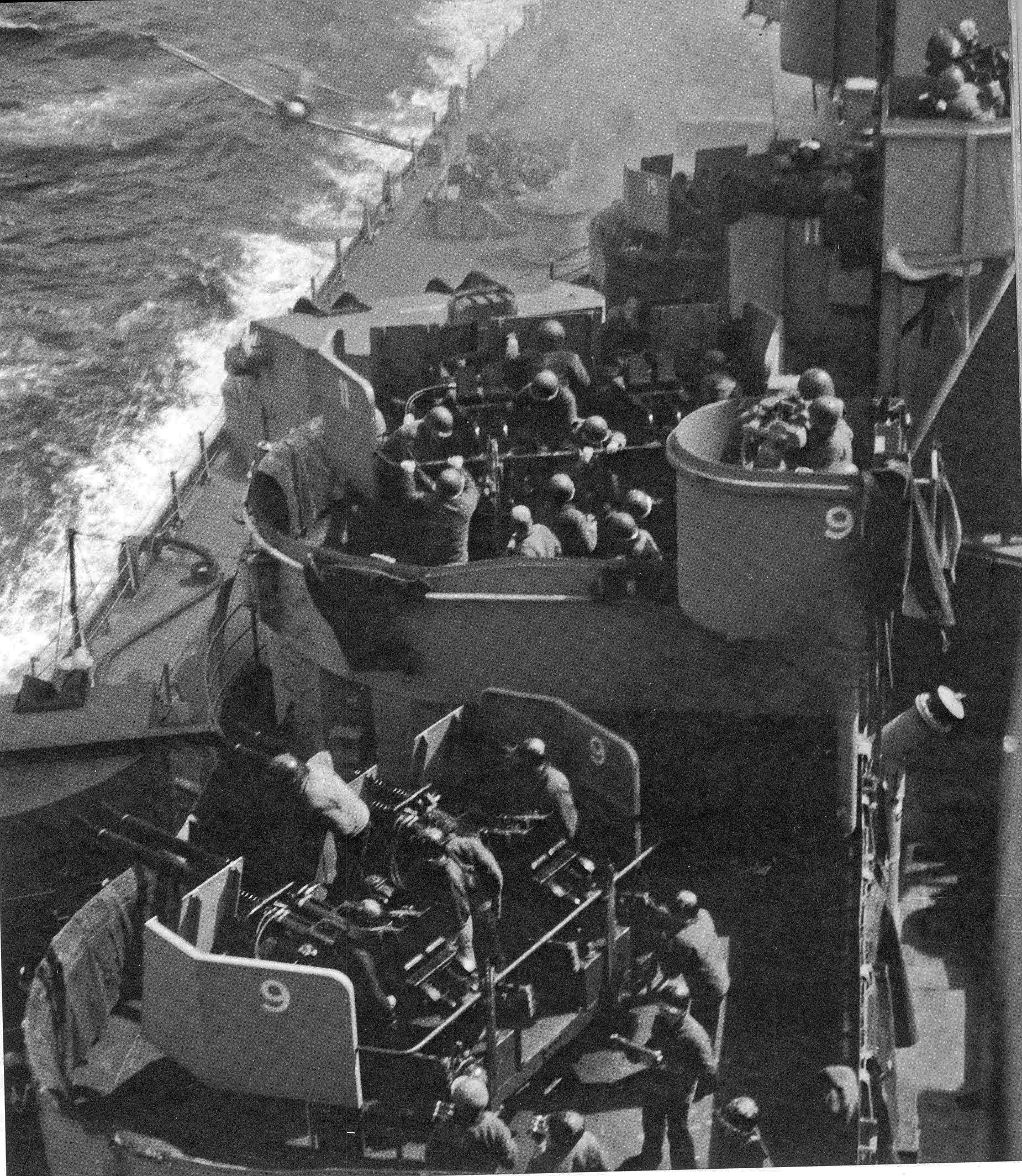
Un kamikaze a punt d'impactar al USS Missouri

En les etapes finals de la Segona Guerra Mundial, es van desenvolupar nombroses Unitats Especials d'Atac (japonès: 特別攻撃隊, tokubetsu kōgeki tai, també abreujades com a特攻隊, tokkōtai) per portar a terme missions suïcides, en una acció desesperada per compensar l'anihilació de la flota principal. Aquestes unitats incloïen els bombarders Kamikaze (vent diví), les llanxes suïcides Shinyo (Tremolor del Mar), els minisubmarins Kairyu (Drac del Mar), els torpedes suïcides Kaiten (Gir del Cel) i els submarinistes suïcides Fukuryu (Drac Encongit), que nedaven sota els vaixells i feien servir explosius muntats en pèrtigues de bambú per destruir el vaixell i a ells mateixos. Els avions Kamikaze van ser particularment efectius durant la defensa d'Okinawa, en la qual 1.465 avions van ser llançats i van causar danys diversos a uns 250 vaixells americans.
A més, un considerable nombre d'unitats Especials d'Atac van construir-se i emmagatzemats a la costa per a una defensa desesperada de les illes pàtries, amb potencial per destruir o danyar milers de vaixells enemics.

## Forces terrestres de la Marina Imperial Japonesa
Les Forces Terrestres de la Marina Imperial Japonesa de la Segona Guerra Mundial van originar les Forces Especials Navals Japoneses de Desembarcament, i consistien en:
- la Força Especial de Desembarcament, els Rikusenta o Kaigun rikusentai o Tokubetsu Rikusentai (els marines japonesos)
- la Força Base (Tokubetsu Konkyochitai) per proveir de serveis, principalment seguretat, a les instal·lacions navals
- Unitats de Defensa (Bobitai o Boei-han): destacaments de 200 a 400 homes
- Forces de Guàrdies (Keibitai): destacaments d'entre 200 i 500 homes per proveir seguretat a les instal·lacions navals
- Enginyers (Setsueitati): per construir instal·lacions navals, incloent-hi pistes d'aterratge, a illes remotes
- Enginyers Navals Civils i Unitats de Construcció (Kaigun Kenchiku Shisetsu Butai)
- Unitats de Comunicacions Navals (Tsushintai): destacaments d'entre 600 a 1.000 homes per proveir de comunicacions navals, així com serveis d'encriptació i desxiframent
- Policia Militar Naval (Tokeitai), part de la branca armada de la intel·ligència naval, amb funcions habituals de policia a les instal·lacions navals i als territoris ocupats. Treballaven juntament amb la policia militar de l'Exèrcit Imperial (la Kempeitai), la policia civil (Keishicho) i les unitats de policia secreta (Tokko) en serveis d'intel·ligència i seguretat.

## Bases i Instal·lacions

### Bases
- Base Naval Aèria d'Atsugi
- Base Naval de Kure
- Base Naval de Maizuru
- Base Naval d'Hiroshima

### Drassanes
- Arsenal Naval de Yokosuka
- Drassanes Navals d'Ishikawajima (riu Sumida)
- Arsenal Naval de Kure
- Arsenal Naval de Sasebo
- Arsenal Naval de Maizuru

### Acadèmies i Instal·lacions d'Entrenament
- Estació d'Entrenament de Nagasaki
- Acadèmia Naval de Tsukiji, Yedo
- Acadèmia de Cadets Navals de Tòquio

## Rangs de la Marina Imperial Japonesa
| Marina japonesa |                                                                |                                                                |                                                                     |                                                                       |                                                   |                                                             |                                                           |                                                 |                                                     |                                                             |  |  |  |
|                 | Kaigun Taishō                                                  | Kaigun Chūjō                                                   | Kaigun Shōshō                                                       | Kaigun Taisa                                                          | Kaigun Chūsa                                      | Kaigun Shōsa                                                | Kaigun Taii                                               | Kaigun Chūi                                     | Kaigun Shōi                                         |                                                             |  |  |  |
|                 |                                                                | Kaigun Taishō                                                  | Kaigun Chūjō                                                        | Kaigun Shōshō                                                         | Kaigun Taisa                                      | Kaigun Chūsa                                                | Kaigun Shōsa                                              | Kaigun Taii                                     | Kaigun Chūi                                         | Kaigun Shōi                                                 |  |  |  |
|                 | OG-10 元帥海軍大将 Gensui-kaigun-taishō Mariscal-Gran Almirall | OF-9 海軍大将 Kaigun Taishō Almirall (General d'Exércit Naval) | OF-8 海軍中将 Kaigun Chūshō Vicealmirall (General de divisió Naval) | OF-7 海軍少将 Kaigun Shōshō Contraalmirall (General de brigada Naval) | OF-5 海軍大佐 Kaigun Taisa Capità (Coronel Naval) | OF-4 海軍中佐 Kaigun Chūsa Comandant (Tinent Coronel Naval) | OF-3 海軍少佐 Kaigun Shōsa Tinent Comandant (Major Naval) | OF-2 海軍大尉 Kaigun Taii Tinent (Capità Naval) | OF-1 海軍中尉 Kaigun Chūi Sotstinent (Tinent Naval) | OF-1 海軍少尉 Kaigun Shōi Guardamarina (Tinent de 2a Naval) |  |  |  |

| Marina japonesa |                                             |                                                   |                                                   |                                         |                                        |                                           |                                  |
| Jōtōheisō       | Ittōheisō                                   | Nitōheisō                                         | Suiheichō                                         | Jōtōsuihei                              | Ittōsuihei                             | Nitōsuihei                                |                                  |
|                 | OR-7 上等兵曹 Jōtōheisō Contramestre en Cap | OR-6 一等兵曹 Ittōheisō Contramestre de 1a classe | OR-5 二等兵曹 Nitōheisō Contramestre de 2a classe | OR-4 水兵長 Suiheichō Mariner Comandant | OR-3 上等水兵 Jōtōsuihei Mariner Capaç | OR-2 一等水兵 Ittōsuihei Mariner Ordinari | OR-1 二等水兵 Nitōsuihei Mariner |